# Valentino Rossi
Valentino Rossi   (Urbino, 16 de febrer de 1979) és un antic pilot de motociclisme italià que va guanyar nou campionats del món entre el 1997 i el 2009, cinc dels quals de manera consecutiva. Conegut com a The Doctor (en italià, Il Dottore), Rossi ha estat considerat el pilot de motociclisme més gran de tots els temps; els seus 9 títols mundials el situen en tercer lloc al rànquing de campions -superat només per Giacomo Agostini amb 15 i Ángel Nieto amb 13- i és segon al de guanyadors de Grans Premis amb un total de 115 victòries, darrere d'Agostini amb 122. A banda, ostenta nombrosos rècords,
com ara el de podis consecutius a la categoria de MotoGP, el de podis absolut i el de victòries i podis en la categoria màxima del motociclisme -amb 89 i 199 respectivament-, a més de ser l'únic pilot de la història a haver guanyat mai títols en quatre categories diferents (un en cadascuna de les categories de 125cc, 250cc i 500cc i sis en la de MotoGP) i a haver corregut en un mínim de 400 Grans Premis.
Durant tota la seva carrera, Rossi va córrer amb el número 46. Un cop acabada la temporada del 2021 es va retirar de les competicions de motociclisme i a finals d'any fou nomenat MotoGP Legend per la FIM. El seu cèlebre dorsal 46 es va retirar oficialment de les curses durant el Gran Premi d'Itàlia del 2022.
Des del 2022, Rossi es dedica a dirigir el seu equip de motociclisme de competició, el Racing Team VR46 -el qual seguia competint en MotoGP a data del 2024- i a córrer en curses d'automobilisme. Ha competit al FIA World Endurance Championship (Campionat del Món de Resistència de la FIA), al GT World Challenge Europe i algunes curses de resistència del campionat 24H Series i l'Intercontinental GT Challenge. Rossi hi corre amb un BMW M4 GT3 del Team WRT que duu també l'icònic número 46.

## Primers anys
Fill de Graziano Rossi, un antic pilot de motociclisme que competí al campionat del món al tombant de la dècada del 1970, i de Stefania, Valentino va néixer a Urbino i es va criar a Tavullia, a la província de Pesaro i Urbino, dins la regió de les Marques. Gràcies a la passió del seu pare pel motociclisme, Valentino Rossi ha viscut en contacte amb els motors des del seu primer any de vida:
| «                                                                      | Vam anar a la plaça Berloni, vaig lligar el seu cotxet amb una corda a la part posterior del meu ciclomotor i el vaig remolcar mentre ell feia els travessers i els contraviratges. [Quants anys tenia?] Potser ni dos, ho recordo perquè quan en tenia dos i mig li van regalar una minimoto amb rodetes, les quals va eliminar gairebé de seguida | » |
| — Graziano Rossi parlant del seu fill, Il Resto del Carlino, 16/2/2015 | |   |

Al llarg de la seva carrera, Rossi sempre ha emprat el 46 com a dorsal, fins i tot els anys en què va tenir l'oportunitat de lluir l'u com a campió vigent, ja que aquest era el dorsal emprat anteriorment al campionat del món tant pel seu pare com, més tard, per un pilot japonès que l'apassionava a la seva època, Norifumi Abe. De fet, el primer sobrenom de Rossi en debutar als 125cc va ser 'Rossifumi', al qual va seguir el de 'Valentinik' quan va passar als 250cc. El de 'The Doctor' el va adoptar després del seu primer títol als 500cc.

## Carrera en el motociclisme

### Dels karts al CIV (1988-1995)
A Tavullia, Valentino Rossi es va familiaritzar amb els motors des de petit i de seguida va mostrar el seu talent. Va començar amb els karts i n'aconseguí la llicència de competició a només nou anys (un any abans de l'edat reglamentària), però aviat va passar a les minimotos -més barates, ja que en aquella època encara no havien experimentat el desenvolupament de les dècades següents. Va aconseguir la seva primera llicència com a pilot del Moto Club Cattolica, una associació pionera en curses de minimotos, i va debutar en competició al Motorpark del motoclub.
A tretze anys va provar per primera vegada l'Aprilia AF1 125 Futura i poc després, al 1993, va debutar al Campionat d'Itàlia de Sport Production amb una Cagiva Mito 125 de l'equip de Claudio Lusuardi. L'any següent, de nou amb Lusuardi, va participar simultàniament en els campionats d'Itàlia de Sport Production i GP 125, aconseguint guanyar el campionat derivat de sèrie i adquirir experiència en els prototips de Gran Premi. El 1995 va guanyar el Campionat d'Itàlia de velocitat (CIV) de 125cc i va quedar tercer en el Campionat d'Europa de la mateixa cilindrada.

### 125cc (1996-1997)
La temporada de 1996, Rossi va debutar al campionat del món amb una Aprilia RS 125 R de l'equip satèl·lit d'AGV. La seva primera cursa al mundial va ser la de 125cc del Gran Premi de Malàisia, i des d'aleshores fins a la de MotoGP del Gran Premi d'Itàlia de 2010, a Mugello, no se'n va perdre ni una.
Rossi va aconseguir el seu primer podi el 4 d'agost al Gran Premi d'Àustria, on va acabar tercer a l'A1-Ring, i el 18 del mateix mes va aconseguir la seva primera victòria al Gran Premi de la República Txeca celebrat a Brno, cursa en la qual va aconseguir també la seva primera pole position; va acabar la temporada en la novena posició de la general.
Durant la temporada de 1997 va romandre a l'equip AGV, que també va obtenir el suport de Nastro Azzurro -marca de cervesa produïda per Birra Peroni que esdevingué el seu patrocinador de referència durant la dècada següent; malgrat tot, el responsable d'Aprilia Racing, Carlo Pernat, li va confiar una motocicleta al mateix nivell tècnic que les de l'equip oficial. Rossi va guanyar aquell any el seu primer campionat del món després de batre clarament el grapat de rivals japonesos liderat per Noboru Ueda. Al llarg del campionat va aconseguir onze victòries de quinze curses, així com un segon lloc i un de tercer.

### 250cc (1998-1999)

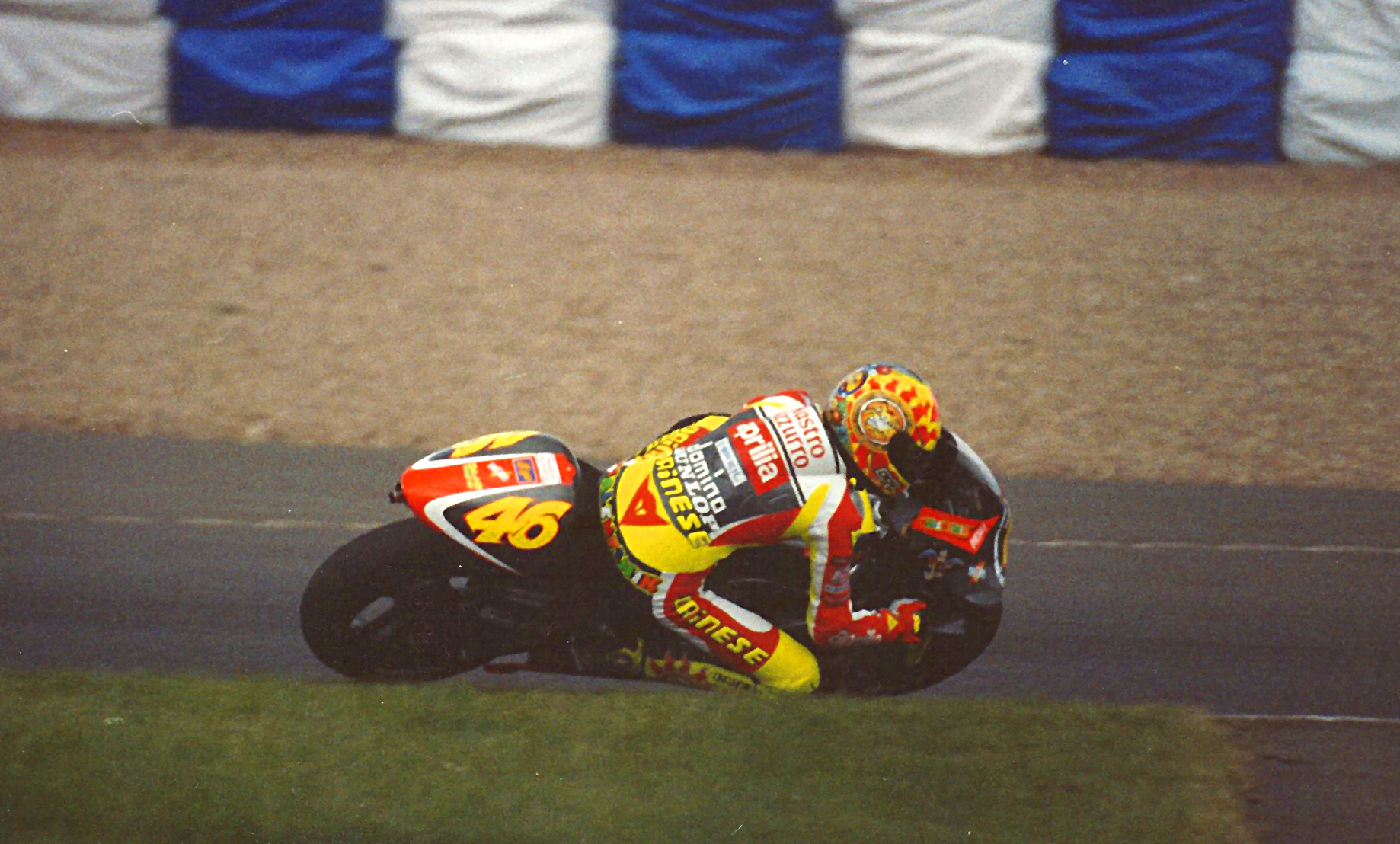
Rossi amb l'Aprilia 250 a Donington Park el 1999

El 1998, Rossi va passar als 250cc, de nou amb Aprilia. Va passar el primer any defensant els colors de l'equip satèl·lit de Nastro Azzurro, encara que formava part de l'estructura oficial de la marca juntament amb els seus companys Loris Capirossi i Tetsuya Harada. Després d'un començament de temporada difícil, marcat per dues caigudes en les dues primeres curses, es va recuperar al llarg de l'any i va aconseguir cinc victòries, tres segons llocs i un de tercer. Va acabar el campionat en segona posició darrere del campió Loris Capirossi.
El 1999, Rossi va ser l'únic pilot oficial d'Aprilia, entre altres motius, a causa del frenètic epíleg del campionat del món de 1998 entre Capirossi i Harada que va provocar l'expulsió de l'italià de l'equip en acabar la temporada (al Gran Premi de l'Argentina, Capirossi va fer caure Harada quan el japonès anava primer i va guanyar així el campionat), mentre que Harada va pujar als 500cc. Rossi va guanyar fàcilment el campionat de 250cc aquell any, amb nou victòries, dos segons llocs i un de tercer al llarg de la temporada, sense més resistència que la de Toru Ukawa i Capirossi, tots dos amb Honda.

### 500cc i MotoGP

#### Honda (2000-2003)

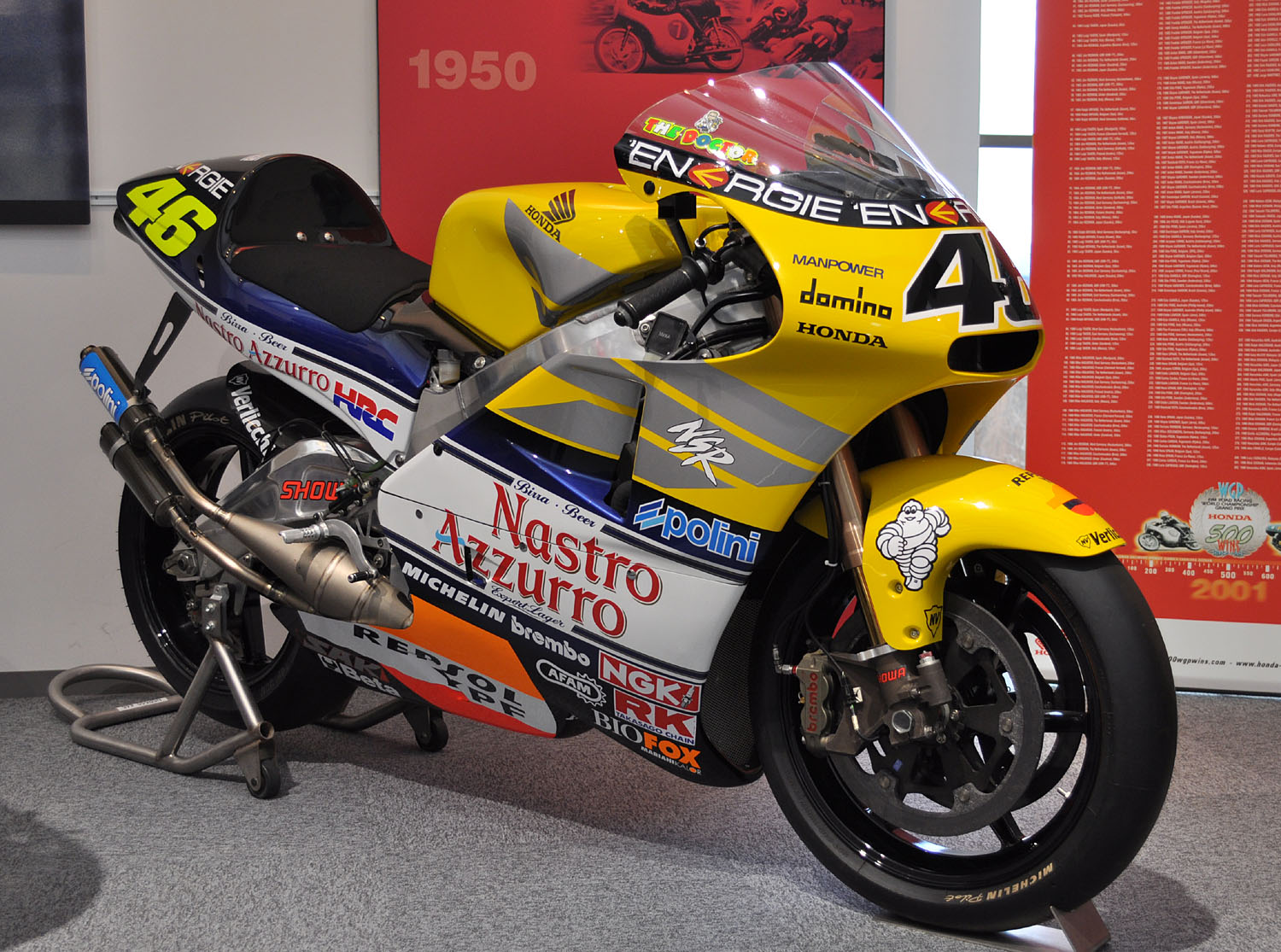
L'Honda NSR500 amb què guanyà el mundial de 2001

De cara al 2000, Rossi va acceptar l'oferta d'Honda i passà a la categoria reina, els 500cc, amb una estructura gestionada per la filial italiana de l'empresa japonesa i el suport del seu patrocinador personal Nastro Azzurro. Tot i que encara no tenia l'estatus de pilot oficial, aconseguí obtenir l'assistència tècnica de l'expert cap tècnic australià Jeremy Burgess, anteriorment al servei de campions de la talla de Mick Doohan, Freddie Spencer i Wayne Gardner.
En el seu debut al campionat amb l'Honda NSR 500, en què inicialment es va centrar principalment a adquirir experiència, va guanyar dos Grans Premis i ja a la segona part de la temporada va poder entrar a la lluita pel títol. Finalment va acabar en segon lloc a la classificació general, per darrere del campió Kenny Roberts Jr. (Suzuki) després d'obtenir tres segons llocs i cinc de tercers. A més, durant la pausa estival del campionat del món al juliol va demanar i obtenir permís per a participar en les 8 Hores de Suzuka: Fent equip amb el seu aleshores company de marca i pilot oficial de Superbike, l'americà Colin Edwards, la primera experiència de Rossi en una cursa de resistència va acabar en retirada.
El campionat del món de 500cc de 2001 va ser l'últim abans del canvi d'aquesta categoria a la nova de MotoGP. Amb un any d'aprenentatge a l'esquena i havent-se presentat a l'inici de la temporada amb l'objectiu declarat de lluitar pel títol, Rossi es va proclamar campió del món per tercera vegada en la seva carrera amb l'equip satèl·lit Nastro Azzurro –a qui HRC confià també el desenvolupament de la NSR 500 davant les dificultats d'Àlex Crivillé a l'equip oficial. Al llarg de la temporada aconseguí onze victòries (entre elles, al Gran Premi del Japó, la número 500 d'Honda en la història del campionat del món) un segon lloc i un de tercer. Rossi entrà així als anals del motociclisme com a l'últim campió del món de la història de 500cc i també l'últim a guanyar el títol de la classe reina amb un equip "client", és a dir, no gestionat directament per un fabricant. A l'agost va repetir la seva participació a les 8 Hores de Suzuka, aquesta vegada amb resultat de victòria -fou el primer italià i únic a data del 2024 a haver-ho fet mai-, de nou fent equip amb Edwards al manillar d'una Honda VTR1000SPW de l'equip Cabin.

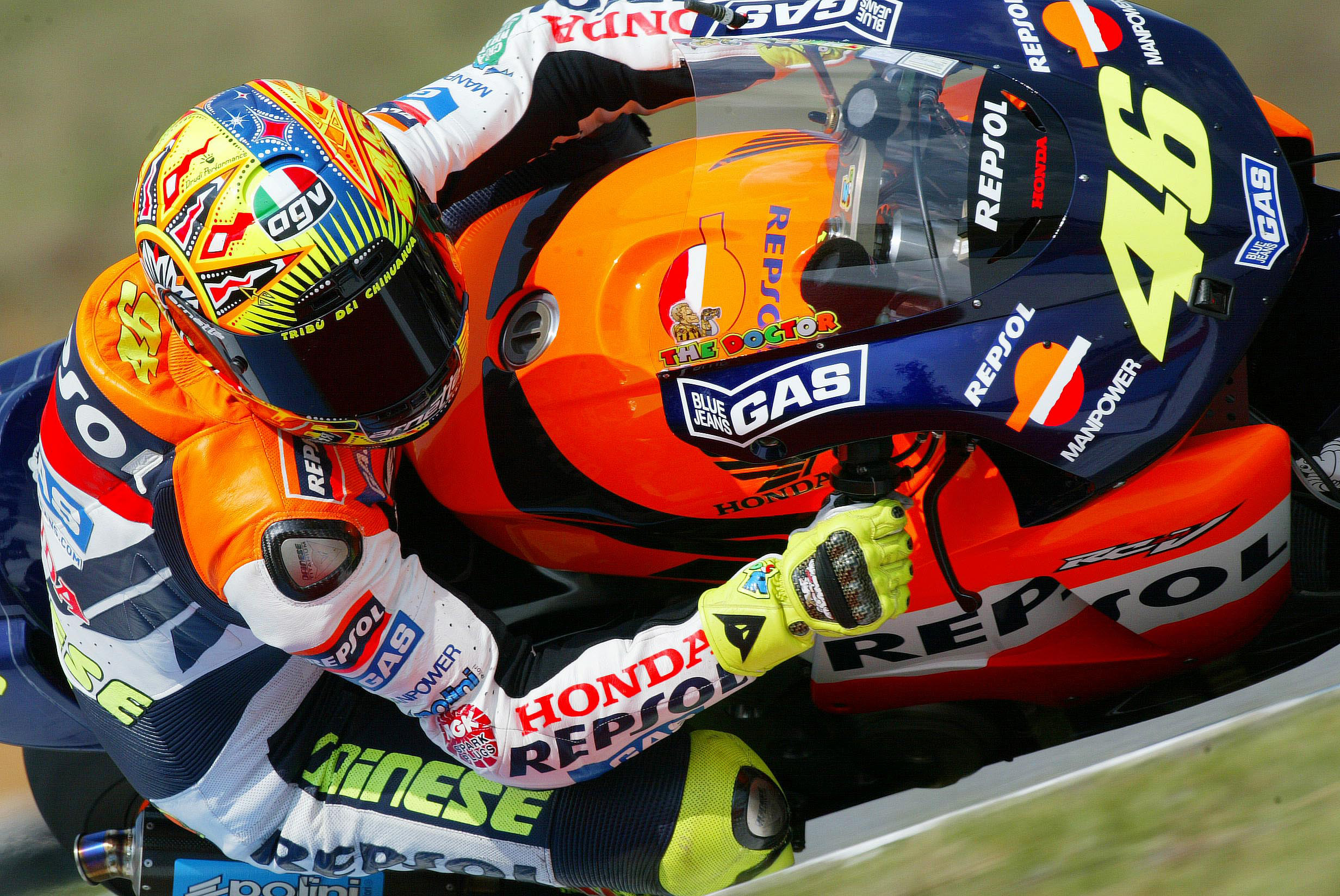
Rossi amb l'Honda RC211V a Brno el 2002

El campionat del món de 2002 va ser el primer a adoptar la normativa de la recentment formada classe de MotoGP, caracteritzada per la possibilitat de muntar motors de quatre temps de 990 cc. Una revolució tècnica que, almenys en un principi, no fou ben rebuda per Rossi, qui havent passat amb tot el seu equip sota l'aixopluc oficial de l'equip de fàbrica Repsol Honda, l'estiu anterior no havia mostrat entusiasme pel nounat model d'Honda, la RC211V. Rossi considerava la moto massa immadura i, per tant, no descartava la possibilitat de competir durant el 2002 amb l'antiga NSR 500 de dos temps. Finalment, però, veient el desenvolupament fet pel fabricant, a finals d'any es va convèncer de canviar immediatament al nou model.
Al gener del 2002 van sorgir uns sobtats desacords amb Honda durant la fase de renovació del contracte que van portar el fabricant japonès a excloure el pilot de les proves de pretemporada a Sepang; Rossi va sospesar la hipòtesi d'un retorn a Aprilia o, si més no, un any sabàtic. La fractura es guarí durant les setmanes següents, però marcà l'inici d'una acumulació de tensions i ressentiments entre totes dues parts. Un cop començada la temporada a Suzuka, Rossi declarà que Honda no volia «sobreexposar el meu nom, el del pilot, pel que fa a la moto», al·ludint al fet que la seva victòria al campionat de 2001, obtinguda amb un equip satèl·lit -i, tanmateix, molt per davant dels pilots de l'equip de fàbrica-, havia molestat força l'empresa matriu. A partir d'aquí, la relació entre Rossi i HRC es deteriorà cada cop més, malgrat els excel·lents resultats a les curses. El 2002, malgrat tot, Rossi va aconseguir onze victòries (entre elles, al Japó, la primera de l'època de MotoGP) i quatre segons llocs que li permeteren de guanyar fàcilment el seu quart campionat del món. En obtenir el primer títol de MotoGP de la història, Rossi esdevingué el primer a guanyar campionats en quatre categories diferents.
La temporada de 2003 va tornar a guanyar el títol, amb nou victòries, cinc segons llocs i dos de tercers. Per primera vegada en la seva carrera va aconseguir pujar al podi en totes les proves de la temporada -setze-, demostrant una clara superioritat que va quedar palesa a Phillip Island: després de rebre una sanció de 10 segons per haver avançat a Marco Melandri havent-hi banderes grogues, va imposar un ritme insostenible als seus oponents i va dominar la cursa, superant el segon classificat, Loris Capirossi, per 15 segons i cancel·lant així la penalització.

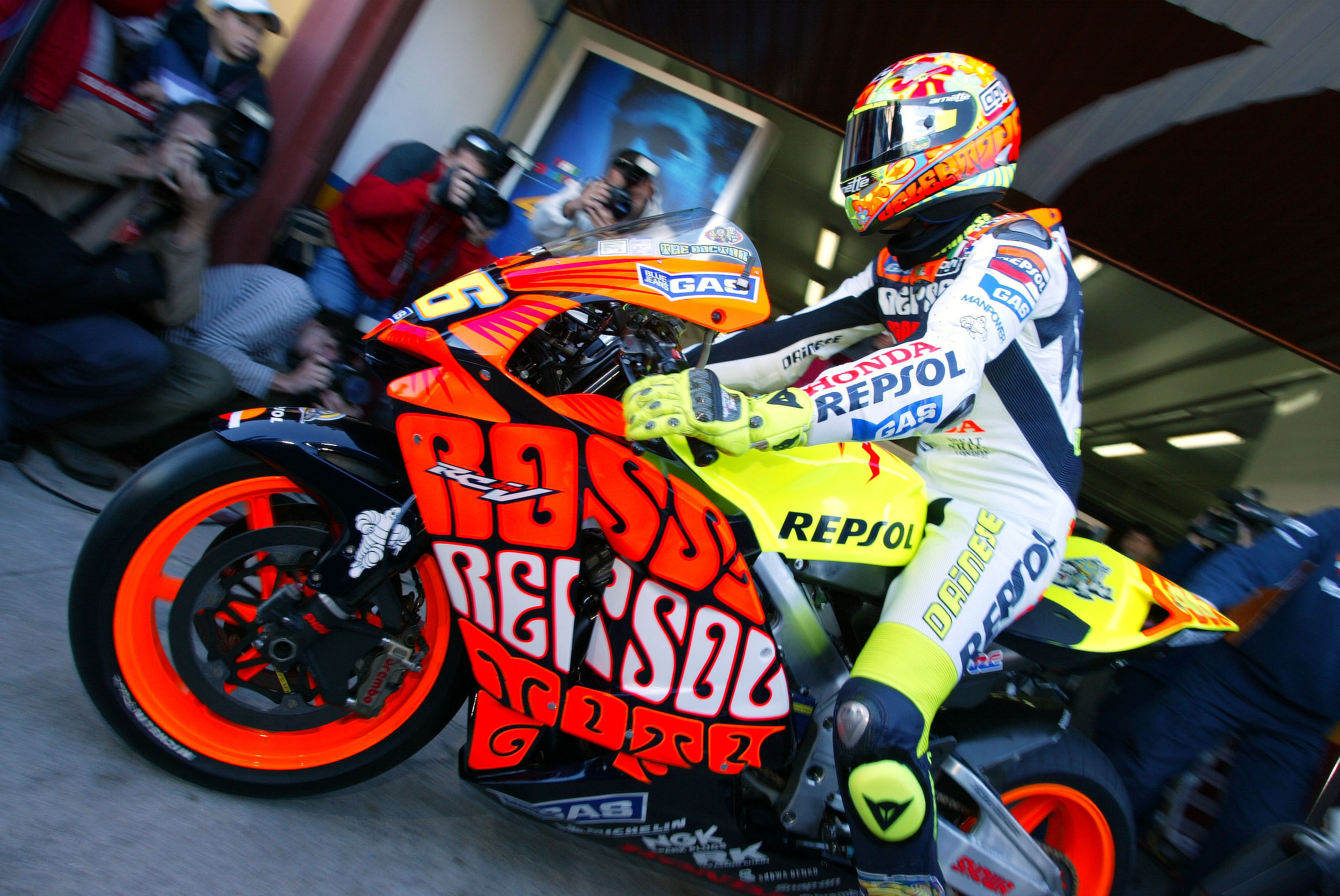
Rossi amb una RC211V amb decoració especial a Xest el 2003, la seva darrera cursa amb Honda

Malgrat l'èxit, el campionat del 2003 va segellar definitivament la ruptura amb Honda: un cop vençut el seu contracte, Rossi va rebutjar la renovació proposada pel fabricant. L'italià estava molt decebut amb el tracte que li reservava HRC, tant a nivell mediàtic, en què invariablement quedava relegat a un segon pla respecte a la moto, com en la consideració dels nombrosos èxits i rècords aconseguits en els quatre anys anteriors. Un dels greuges que més el molestaren fou la decisió de la direcció d'Honda de confiar la RC211V oficial per al 2004, una moto que Rossi havia desenvolupat i perfeccionat constantment al llarg dels anys, a altres sis socis de marca, també a equips satèl·lits.
Tot aquest malestar culminà amb un dels traspassos més comentats de la història del motociclisme: al final de l'última cursa de la temporada, el Gran Premi de la Comunitat Valenciana a Xest, en què va aconseguir la seva darrera victòria amb Honda, Rossi baixà de la RC211V, en aquell moment referent de la categoria, per acceptar l'oferta de Yamaha.

#### Yamaha (2004-2010)

##### 2004
Al campionat del món de 2004, el campió vigent, Rossi, abandonà la marca campiona Honda i, en un moviment encara més sorprenent, passà a la seva rival Yamaha. El responsable d'aquest canvi fou essencialment Davide Brivio, cap de l'equip oficial de Yamaha, que, a més de copsar la recerca de nous estímuls que s'havia apoderat de Rossi, li ho posà fàcil centrant-se en el seu gran afany de venjança cap a HRC: «Vaig decidir de canviar perquè semblava que l'any passat només vaig guanyar perquè tenia l'Honda. Aquest lloc comú va esdevenir excessiu per a mi».

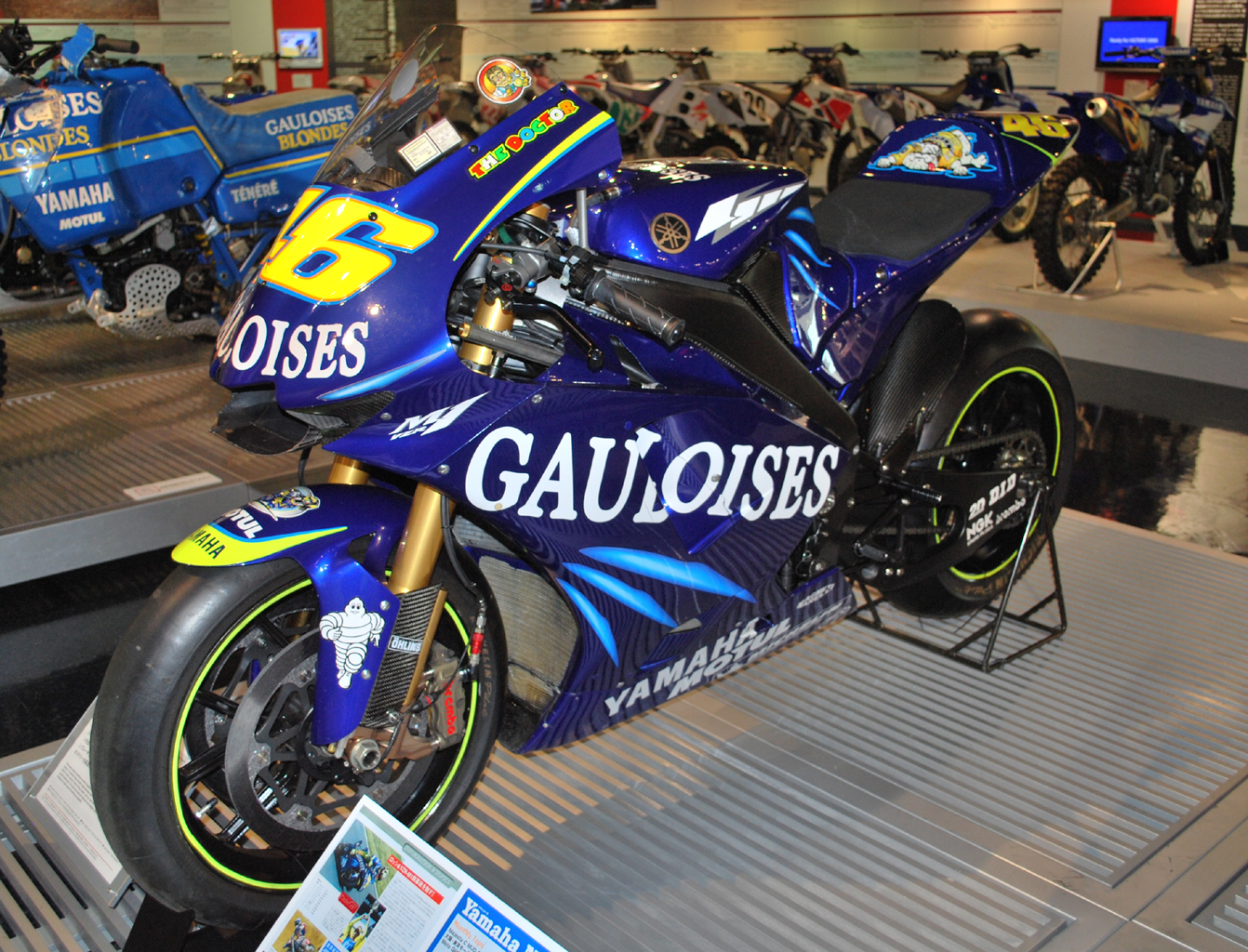
La Yamaha YZR-M1 amb què va guanyar el mundial del 2004

La Yamaha a la qual s'unia Rossi era aleshores una empresa empantanegada en una crisi tècnica, lluny del títol de la classe reina des de 1992 i el millor resultat de la qual el 2003 havia estat un sol podi, aconseguit, a més a més, per un equip satèl·lit (Tech 3) i gràcies a Alex Barros, precisament el substitut de Rossi a HRC. Fins i tot en el supòsit més optimista, doncs, la sensació era que Rossi s'encaminava a un any sabàtic, lluny de la lluita pel campionat del món; això era també considerat pel mateix pilot i per Yamaha, la qual tenia com a objectiu simplement reorganitzar-se per tal d'aspirar al títol l'any 2005, coincidint amb el cinquantè aniversari de la fundació de l'empresa. Enmig d'aquest clima d'escepticisme, entre les poques veus optimistes hi havia la de Mick Doohan, que, més enllà de la competitivitat de la moto, valorava les qualitats de "líder" de Rossi: «Yamaha no en té cap des dels temps de Rainey i Lawson. Podrà dirigir l'equip, això és el que cal».
Atès que el repte de reviscolar la Yamaha semblava complicat, Rossi acceptà per primera vegada a la seva carrera el patrocini d'una empresa de tabacs, la francesa Gauloises: «Sí,
preferia no córrer amb marques de cigarretes, però sóc pilot i entre córrer amb la cigarreta o quedar-me a casa vaig optar per les curses». Gauloises aportà fons per al seu sou, un rècord de 15 milions d'euros anuals, que el convertiren, en aquell moment, en l'esportista italià més ben pagat de la història. El seguiren a Yamaha gairebé tots els elements clau del seu antic equip, entre ells el cap del cos tècnic, Burgess.
Malgrat els auguris i la manca de desenvolupament de la moto, Rossi va dur l'YZR-M1 de nou a la victòria ja al Gran Premi de Sud-àfrica, primer de la temporada, en una renyida cursa que va passar a la història per l'intens duel entre ell i Max Biaggi: «Volia demostrar que és el pilot qui compta, no només en cursa, sinó en l'evolució de la moto, en la preparació. Una cursa com aquesta no arriba per miracle». L'èxit, combinat amb la seva victòria amb Honda al darrer Gran Premi del 2003, convertí Rossi en el primer -i únic a data del 2024- pilot de la història capaç de guanyar dos Grans Premis de MotoGP consecutius amb dos fabricants diferents.
Al llarg del 2004, Rossi va aconseguir vuit victòries més i dos segons llocs, esmorteint així les ambicions dels principals rivals pel títol, primer Biaggi i després Sete Gibernau amb la seva antiga Honda. Rossi tornà, doncs, a fer campiona Yamaha dotze anys després del darrer títol a la categoria reina aconseguit per a aquesta marca per Wayne Rainey, el de 500cc de 1992.

##### 2005-2007

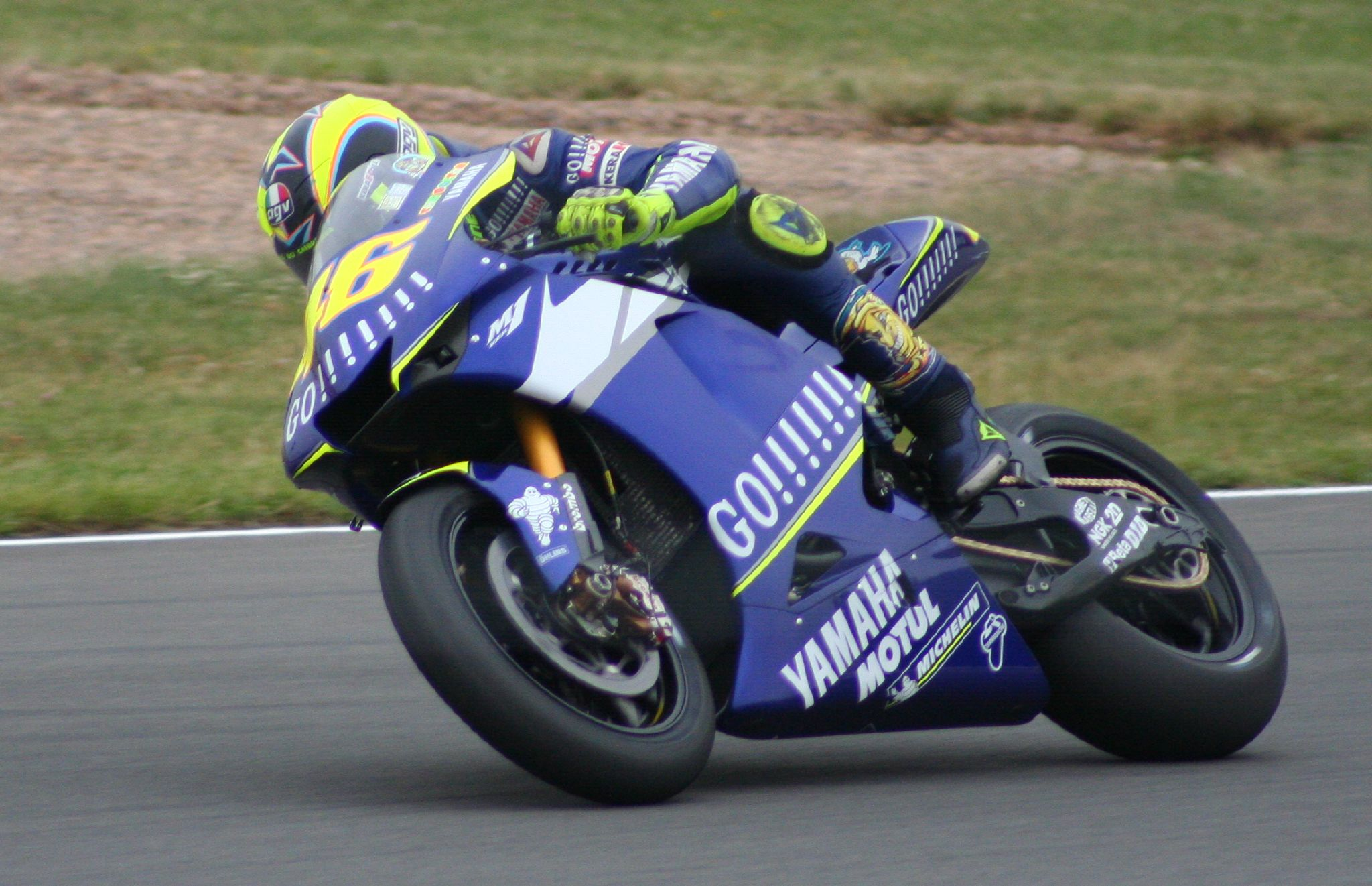
Rossi a Donington Park el 2005

També el 2005, Rossi va guanyar el campionat amb facilitat, proclamant-se'n campió a quatre curses del final, a Sepang. Va aconseguir onze victòries en disset curses i setze podis en total, amb tres segons llocs i dos de tercers.

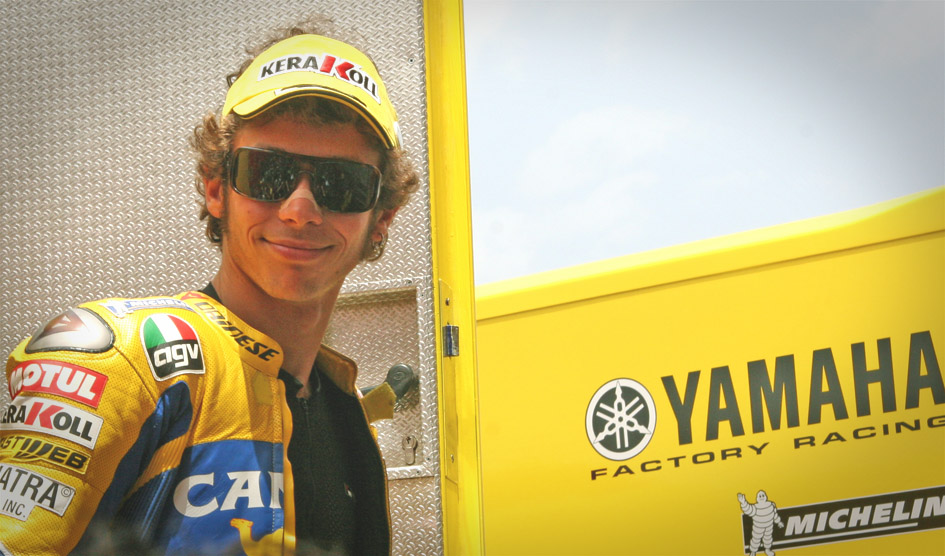
Rossi a Montmeló el 2006

El mundial de 2006 no va començar de la millor manera per a Rossi, que es va estavellar a la primera volta de la cursa inaugural, a Jerez. La resta del campionat va ser semblant per a ell i es va haver de retirar a la Xina per problemes amb el pneumàtic posterior i a França per una fallada del motor. Tot i així, va aconseguir cinc victòries i, després del segon lloc obtingut a Estoril, va arribar a la darrera i decisiva cursa de la temporada, a Xest, com a líder de la classificació provisional. Sorprenentment, però, després d'una caiguda a la sortida no va poder superar la tretzena posició final i va ser superat al capdavant de la classificació pel nou campió del món, Nicky Hayden, qui només va haver d'acabar tercer a la cursa per a interrompre els cinc anys d'èxits de Rossi.
Al campionat del món de 2007, any en què s'introduí un nou reglament de MotoGP basat en prototips de 800 cc, Rossi començà amb un segon lloc a Qatar, darrere de la Ducati de Casey Stoner. A Espanya tornà al primer graó del podi per davant del seu company d'equip Colin Edwards, mentre que amb la victòria posterior a Mugello, la seva sisena consecutiva en aquell circuit, aconseguí 60 victòries a MotoGP i igualà el rècord de podis en la categoria reina (95), ostentat fins aleshores per Mick Doohan. Rossi va obtenir dues victòries més a Assen i Estoril (on va dedicar la victòria a Colin McRae, que s'havia mort el dia abans), però no va poder revalidar el títol i acabà en tercera posició final, darrere del nou campió, Stoner, i el pilot d'Honda Dani Pedrosa. Durant l'últim cap de setmana del mundial, a Xest, Rossi va anunciar el seu canvi als pneumàtics Bridgestone japonesos, després de diversos anys amb la Michelin francesa.

##### 2008

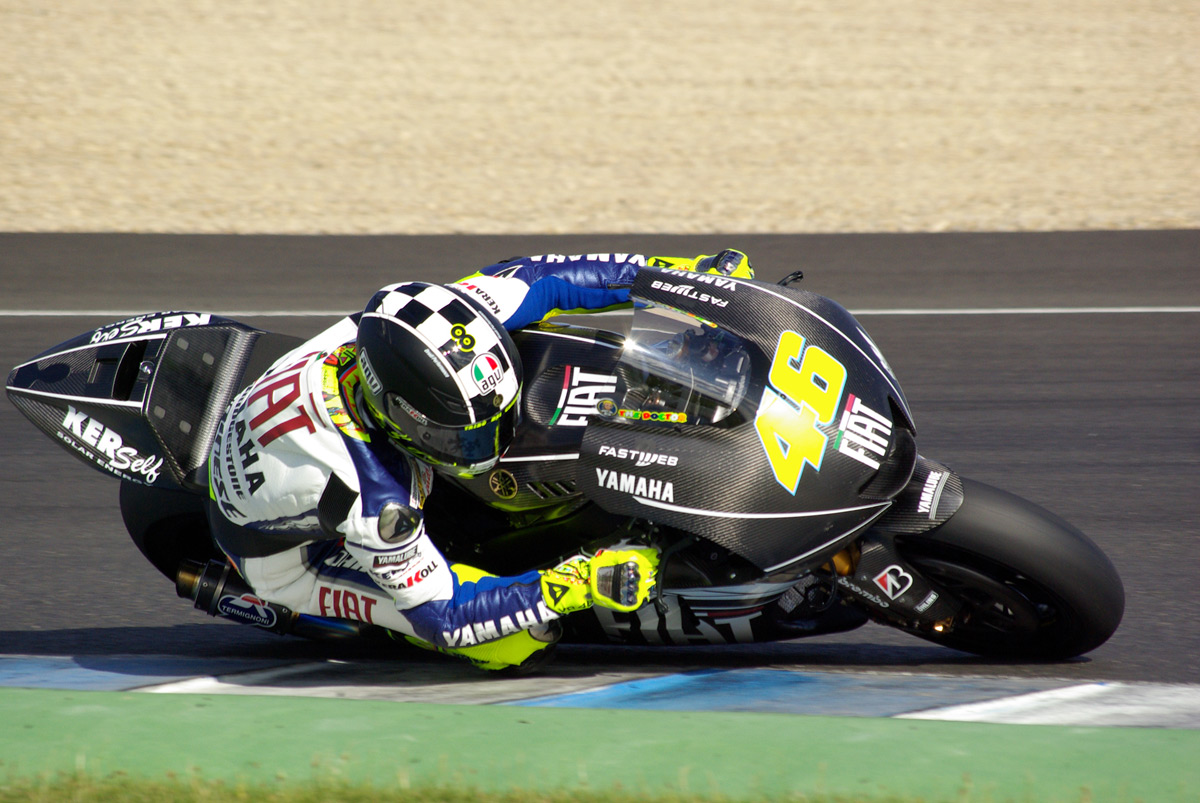
Rossi provant la Yamaha a Jerez a finals del 2008

Al campionat del món de 2008, de nou amb Yamaha, tingué de company d'equip a Jorge Lorenzo, vigent campió del món de 250cc, que substituïa Edwards; el diferent subministrament de pneumàtics entre tots dos, Bridgestone per a Rossi i Michelin per a Lorenzo, comportà, però, una convivència problemàtica, fins i tot amb el box de l'equip japonès "dividit per la meitat" per tal d'intentar evitar el pas de dades tècniques entre els dos equips. En les tres primeres curses, Stoner, Pedrosa i el debutant Lorenzo s'alternaren al graó més alt del podi. Tot seguit, Rossi va recuperar el primer lloc de la classificació provisional amb tres victòries consecutives als Grans Premis de la Xina, França i Itàlia; a Le Mans, concretament, va aconseguir la seva victòria número 90, igualant el total que havia acumulat al seu temps Ángel Nieto.
A partir de la ronda de Laguna Seca, Rossi va encadenar una sèrie de victòries: Brno, Misano Adriatico, Indianapolis i Motegi. El 22 de juny va córrer el seu Gran Premi número 200 a Donington Park, on acabà segon darrere de Stoner; al mateix circuit, l'any 2002, Rossi havia assolit la fita dels 100 Grans Premis i, curiosament, la victòria número 46.
A Indianàpolis, on el 14 de setembre les motos hi van competir per primera vegada, Rossi va aconseguir la victòria que li va permetre superar, amb un total de 69 entre 500 i MotoGP, el rècord absolut de victòries a la categoria reina que ostentava Giacomo Agostini. Finalment, a Motegi, tres curses abans del final de la temporada, va tornar a proclamar-se campió del món per vuitena vegada en la seva carrera.

##### 2009

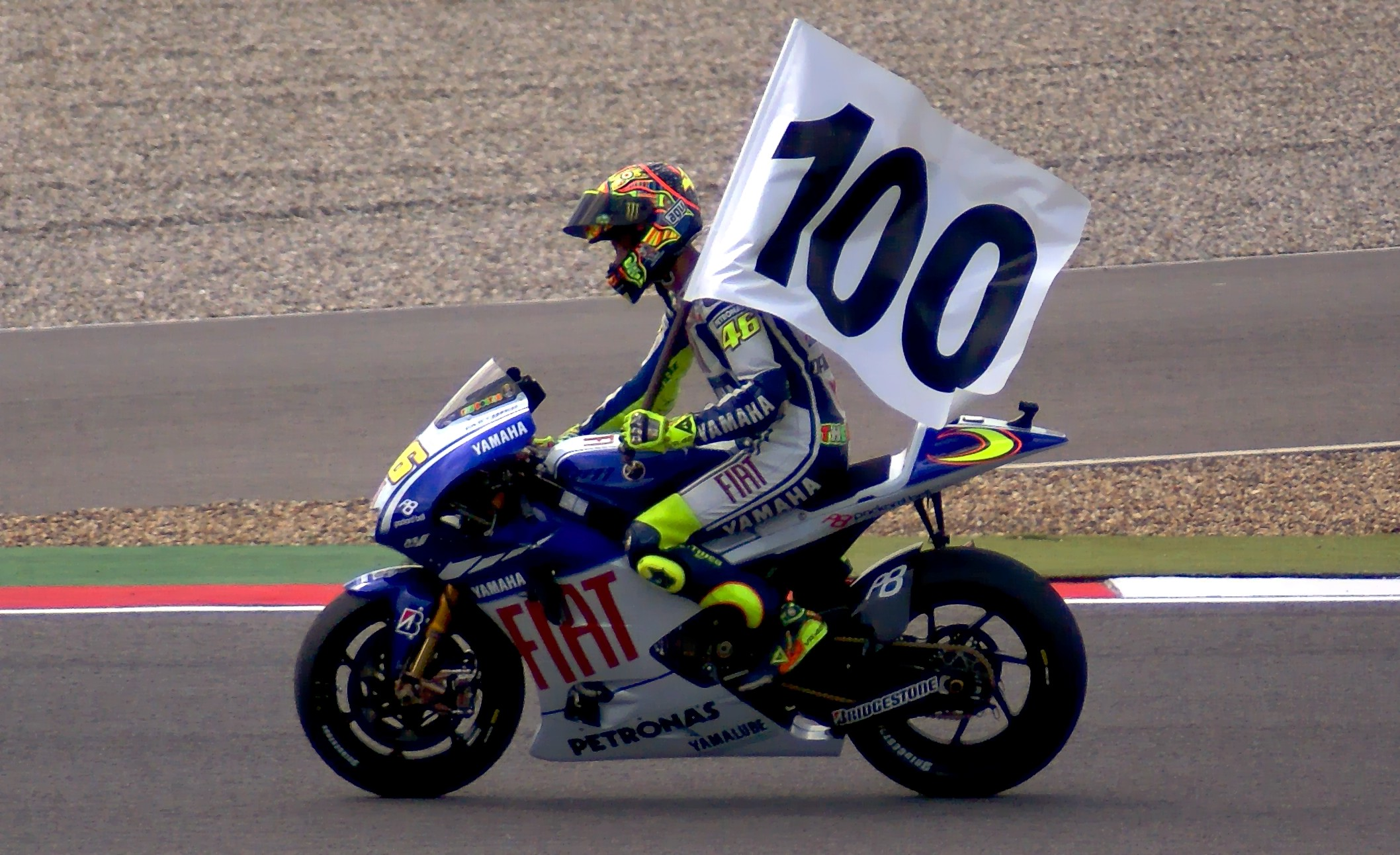
Rossi celebrant la seva victòria número 100 a Assen el 2009

El mundial de 2009 el va començar amb dos segons llocs (a Qatar darrere de Stoner i al Japó darrere de Lorenzo) i una victòria a Espanya. Va tornar al podi amb una tercera posició a Mugello, on no va aconseguir la victòria després de set edicions, i va guanyar a Catalunya després d'una cursa molt disputada amb Lorenzo i un avançament a l'últim revolt que ha passat a la història del motociclisme. El 27 de juny, durant el Gran Premi dels Països Baixos a Assen, Rossi va aconseguir la victòria número 100 de la seva carrera. A Laguna Seca va quedar segon, per darrere de Pedrosa i davant de Lorenzo i Stoner, mentre que a Alemanya va guanyar després d'un duel amb el seu company Lorenzo. Aleshores, la premsa esportiva va anunciar erròniament que el 19 de juliol, a Sachsenring, Rossi havia igualat el rècord absolut de Giacomo Agostini en aconseguir el podi número 159 de la seva carrera; aquest malentès va sorgir pel fet de no tenir en compte els resultats obtinguts per Agostini a la Fórmula 750 que, del 1977 al 1979, va tenir el rang de campionat mundial: de 190 Grans Premis disputats, Agostini va aconseguir 162 podis i 123 victòries. Rossi va obtenir el seu podi 163 en acabar tercer al 223è Gran Premi que disputava, el de Malàisia.
A la República Txeca va aconseguir la pole i la victòria per davant de Pedrosa amb els dos principals rivals pel títol fora de joc: Lorenzo es va estavellar a la cursa, mentre que Stoner va restar aturat en aquesta i les dues següents per problemes físics. Després d'una cursa fallida a Indianàpolis, la setmana següent, al Gran Premi de San Marino, Rossi va aconseguir la pole position i va guanyar per davant dels seus rivals directes pel títol Lorenzo i Pedrosa. Al Gran Premi de Portugal va quedar relegat a la quarta posició i a Phillip Island va quedar segon, darrere de Stoner, amb Lorenzo fora en les primeres fases de la cursa; aquell dia, però, estava condicionat per un dol familiar: feia només unes hores que s'havia assabentat del suïcidi del seu padrastre.
L'avantatge considerable obtingut sobre el segon a la classificació, Lorenzo, permeté a Rossi de proclamar-se campió del món per novena vegada a la següent cursa, a Malàisia, on acabà tercer per darrere de Stoner i Pedrosa però per davant de Lorenzo. Aquell 25 d'octubre, després d'aconseguir el seu novè títol mundial, Rossi va igualar la xifra dels aconseguits per Carlo Ubbiali i Mike Hailwood, superat només per Giacomo Agostini amb quinze i Ángel Nieto amb tretze.

##### 2010
El campionat del món del 2010 el començà amb una victòria a Qatar per davant de Lorenzo i Andrea Dovizioso de l'equip oficial HRC, després de la caiguda de Stoner, que fins aleshores liderava la cursa. A Espanya va ser tercer, mentre que a França va quedar segon després de sortir des de la pole position. Aquest bon començament es va interrompre el 5 de juny, durant els entrenaments del Gran Premi d'Itàlia a Mugello, en què Rossi va sortir expulsat de la seva Yamaha i patí una fractura desplaçada i exposada de la tíbia i el peroné. Tot i que s'esperava un temps de recuperació llarg (el pronòstic inicial era d'almenys dos mesos), Rossi tornà a pujar a la moto, per bé que encara coixejant i obligat a fer servir crosses, després de poc més d'un mes. Tanmateix, la lesió li va impedir participar en quatre Grans Premis (en els quals va ser substituït pel pilot de proves Wataru Yoshikawa) i perdé així un punts valuosos a la classificació general.

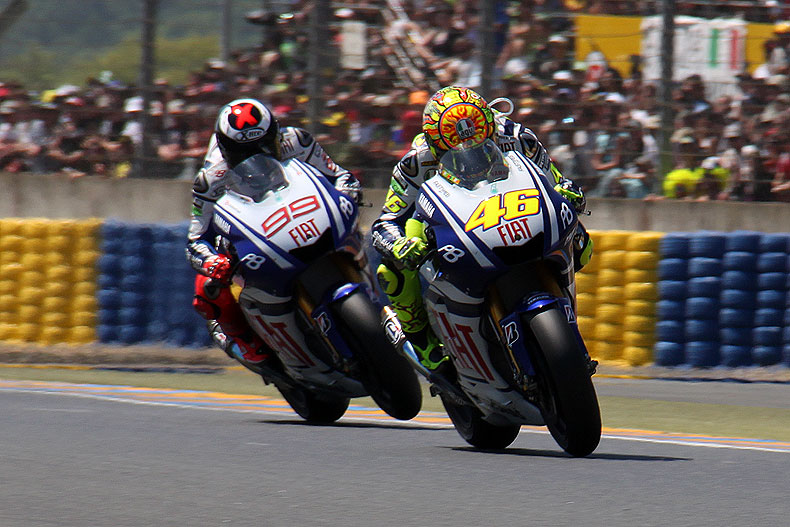
Rossi davant de Lorenzo al GP de França del 2010

La tornada a la competició va tenir lloc el 18 de juliol a Sachsenring, on va obtenir un quart lloc, després d'una llarga lluita amb Stoner pel tercer lloc a les darreres voltes de la cursa; després, la setmana següent, al Gran Premi dels Estats Units, va aconseguir un tercer lloc. Al final de la pausa estival, Rossi tornà al podi amb el tercer lloc a Misano, al final d'una cursa marcada per la mort de Shoya Tomizawa arran d'un greu accident a la cursa de Moto2.
En el seu debut al primer Gran Premi d'Aragó, celebrat en comptes del d'Hongria, va quedar sisè. A la cursa següent, a Motegi, després d'un estret duel amb Lorenzo va aconseguir el tercer lloc, mentre que la setmana següent a Malàisia va tornar a guanyar per davant de Dovizioso i Lorenzo. El mallorquí esdevingué matemàticament campió del món. Després d'algun altre podi, Rossi acabà el mundial en tercera posició, darrere de Lorenzo i Pedrosa i davant de Stoner.
El 2010 marca, sobretot, el final de la primera experiència de Rossi a Yamaha: al llarg de l'any, les friccions, tant verbals com a la pista, amb el seu company Lorenzo empitjoraven cada cop més, portant els respectius equips tècnics a viure pràcticament separats dins el box de Yamaha, com si fossin dos rivals de marca. Després d'haver-se trobat desplaçat per Lorenzo dins de Yamaha, l'imminent pas de Rossi a Ducati ja s'havia oficialitzat a mitjan estiu, després de la cursa de Brno.

#### Ducati (2011-2012)
Amb Rossi com a pilot oficial de Ducati s'obrí la perspectiva de donar vida a «una parella íntegrament italiana» i victoriosa «com ho va ser aquella de fenomenal entre Agostini i MV Agusta». Tanmateix, aquestes expectatives van ser desmentides pels resultats: en els dos anys que va passar a Ducati, Rossi no va aconseguir cap victòria, essent el seu saldo un total de tres podis; l'italià fou incapaç d'adaptar-se a l'estil de pilotatge de la Desmosedici, una moto impulsiva que l'obligava a ell i al seu company d'equip Hayden a adoptar una conducció arriscada i sovint infructuosa. Tot i la forta renovació feta a la moto per al 2012, la sensació de conducció no millorà; en opinió de Rossi, l'actitud de la direcció i del grup tècnic de Borgo Panigale no ajudava, ja que es mostrava reticent a acceptar les peticions dels pilots.

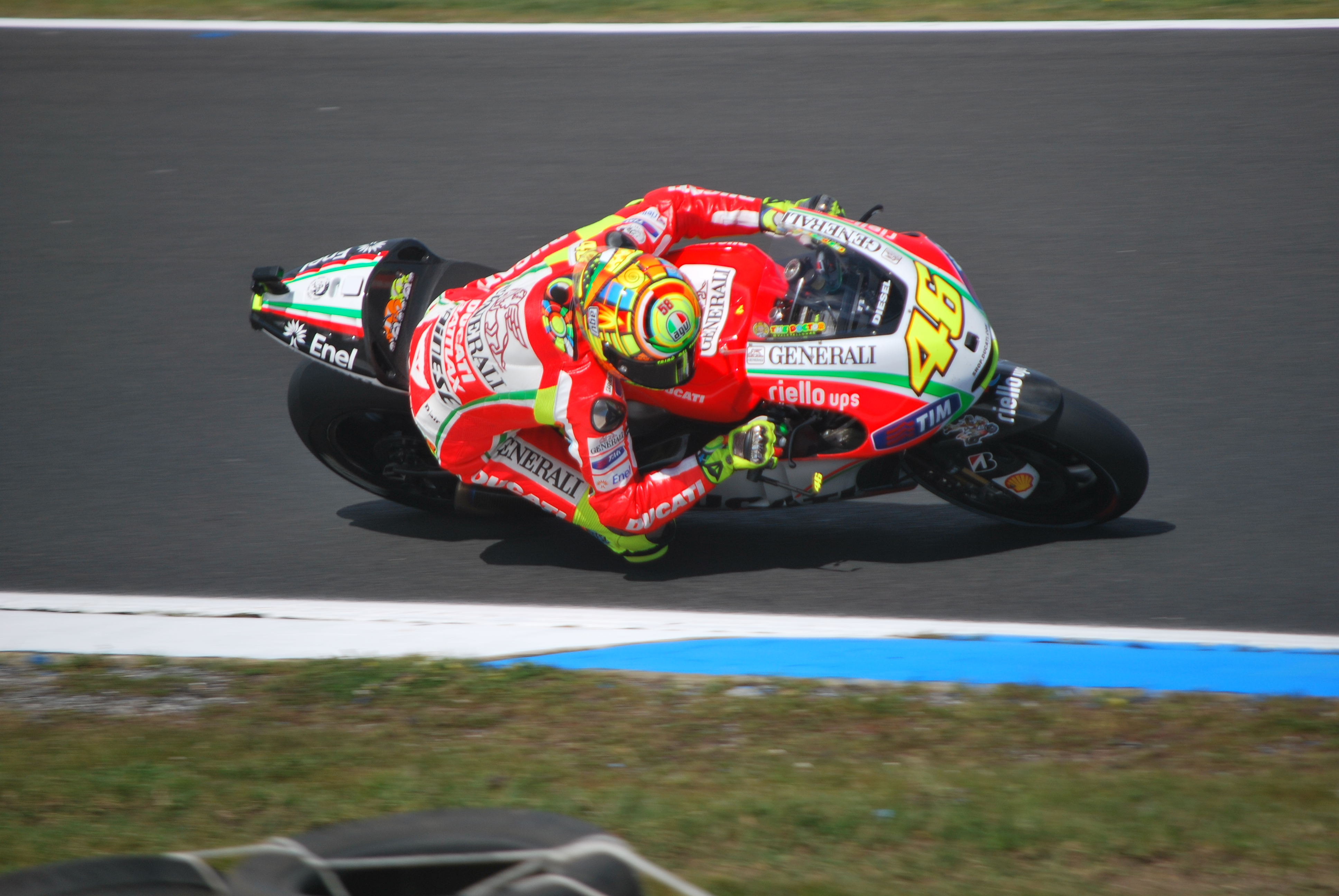
Rossi amb la Ducati a Austràlia el 2012

El mundial de 2011 començà amb una setena posició a Qatar, mentre que per al seu primer podi amb Ducati, l'únic de l'any, Rossi hagué d'esperar a Le Mans, on fou tercer per darrere de Stoner i Dovizioso. Les dificultats que va trobar Rossi per intentar "domar" la impetuositat de la Desmosedici van delmar el seu cos; al Japó va caure i es va retirar, patint una fractura parcial del cinquè dit de la mà. Com a corol·lari d'un any negatiu, el 23 d'octubre, durant la segona volta del Gran Premi de Malàisia, ell i Colin Edwards es van veure implicats en l'accident que va provocar la mort de Marco Simoncelli, el seu amic, company habitual d'entrenaments i rival a la pista. Dues setmanes després, a l'última prova a València, també es va haver de retirar i finalment va acabar el campionat en un inusual setè lloc final. Per primera vegada des que va debutar al campionat del món, no va aconseguir guanyar ni una sola cursa durant la temporada.
El començament del mundial del 2012, amb el reglament de MotoGP canviat per tal d'admetre motocicletes amb una cilindrada de 1000 cc, no mostrà cap canvi de ritme en la relació entre Rossi i Ducati, amb l'única excepció del Gran Premi de França, on, aprofitant les condicions de cursa sobre pista humida, l'italià aconseguí acabar segon en avançar a Stoner a l'última volta, obtenint el primer podi de la temporada (el qual dedicà al seu amic Simoncelli, mort recentment). Després de dues temporades grises, l'estiu de 2012 Ducati va oficialitzar el final de la relació amb Rossi a finals d'any; poc després, Yamaha va anunciar que havia arribat a un acord amb l'italià per al seu retorn a l'equip del fabricant japonès. Abans de baixar de la Desmosedici, Rossi va trobar temps per aconseguir el seu segon i últim podi de la temporada a Misano, on va quedar segon, i finalment va acabar la temporada en sisena posició. Tot i el seu difícil període de dos anys amb Ducati, Rossi es va consolidar com al millor pilot de la marca pel que fa als resultats.

#### Retorn a Yamaha (2013-2021)
Després dels dos anys amb Ducati, el campionat del món del 2013 tornà a comptar amb el binomi Rossi-Yamaha, marca a la qual tornà l'italià malgrat el comiat tempestuós del 2010 i el consegüent veto inicial posat pels dirigents d'Iwata. El retorn fou possible gràcies sobretot a la tasca de mediació del director tècnic Lin Jarvis. A Yamaha, Rossi tornà a formar equip amb Lorenzo, el vigent campió.

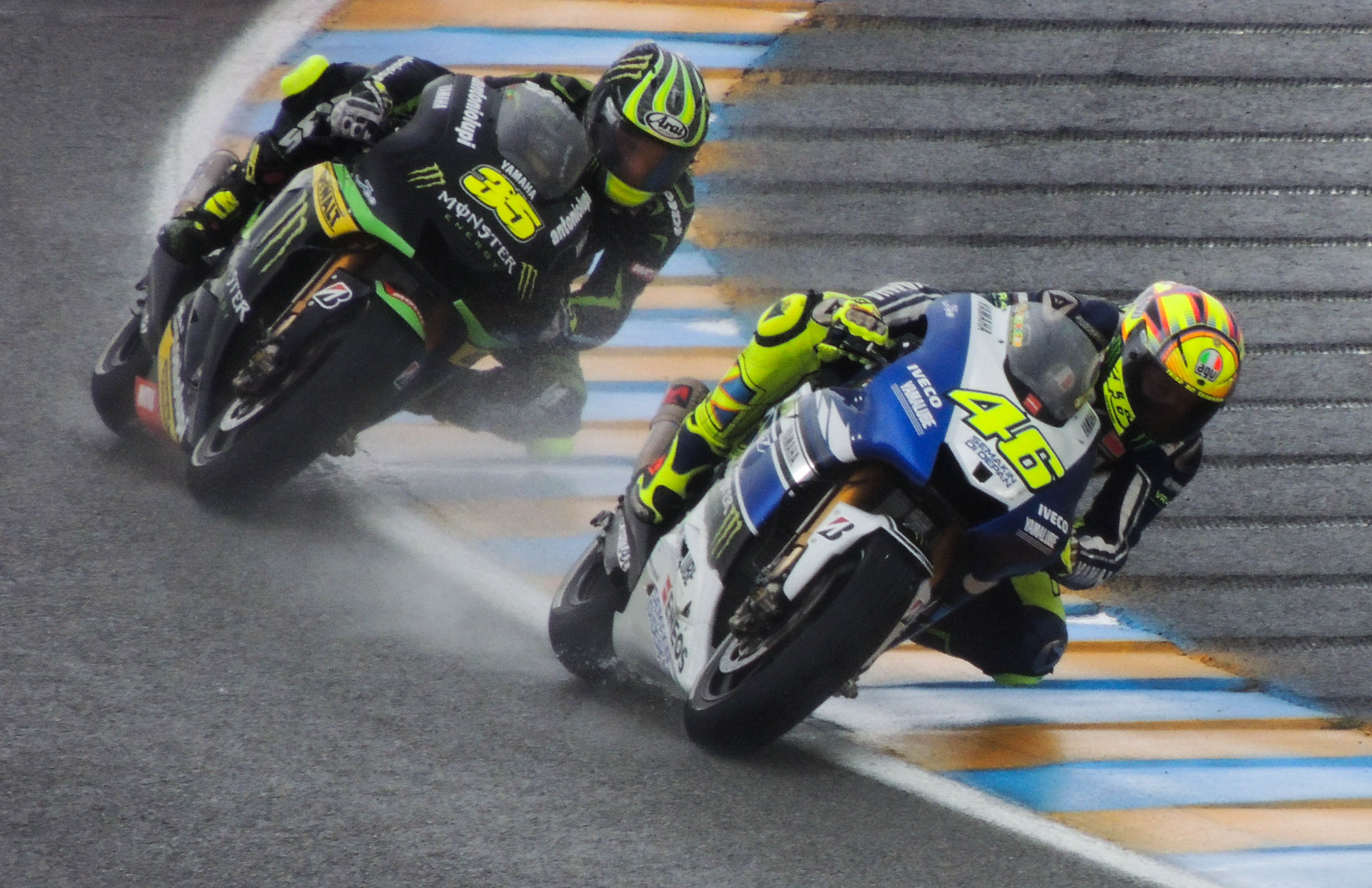
Rossi davant de Cal Crutchlow a França el 2013

Només començar la temporada, a Qatar, Rossi va aconseguir el segon lloc just per darrere del seu company Lorenzo i per davant del debutant Marc Márquez. No va tenir sort en les curses següents i hagué d'esperar a Assen per a aconseguir la que seria la seva única victòria de la temporada, davant de Márquez i Carl Crutchlow. Fou tercer a les rondes posteriors, Sachsenring i Laguna Seca, i ja no va tornar al podi fins al final del campionat, a Aragó i Austràlia, acabant el campionat en quarta posició.
En començar el mundial de 2014, a Qatar, fou segon darrere del campió del món de l'any anterior, Marc Márquez. Després va enllaçar una sèrie de quatre podis consecutius que li van permetre de pujar al segon lloc de la classificació general; amb el tercer lloc a Itàlia va superar la fita de 300 Grans Premis al llarg de la seva carrera. També va pujar al tercer lloc del podi a Indianapolis, Brno i Silverstone, abans de tornar al primer lloc, després d'un any, a Misano. Guanyà per darrer cop a la temporada a Austràlia, nou anys després del seu darrer èxit a Phillip Island, situant-se per davant de Lorenzo i Bradley Smith en el seu Gran Premi número 250 a la classe reina. Acabà el campionat en la segona posició, darrere de Marc Márquez.

##### La temporada del 2015
Encoratjat per l'any anterior, en què va tornar als seus millors dies, Rossi començà el campionat del món del 2015 amb èxit a Qatar, al final d'una cursa en què els seus compatriotes Dovizioso i Andrea Iannone van completar el podi. Al Gran Premi de les Amèriques va quedar tercer, aconseguint el primer podi de la seva carrera en aquest circuit; a l'Argentina, després d'una remuntada des del vuitè lloc de la graella, va triomfar en vèncer a Márquez després d'un ajustat duel a les darreres voltes. En les quatre proves posteriors obtingué dos segons llocs i dos de tercers (en un dels quals, a Espanya, celebrà el podi 200 de la seva carrera). Tornà a guanyar a Assen, per davant de Márquez i Lorenzo. Van seguir tres tercers llocs (en concret, el podi de Sachsenring li permeté establir, amb 18 anys i 342 dies, el rècord de l'interval de temps més llarg transcorregut entre el primer i l'últim podi al campionat del món, superant l'anterior que tenia Ángel Nieto des de 1986).
Tornà a guanyar a Gran Bretanya i va acabar cinquè a Misano, on per primera vegada en la temporada no va pujar al podi, interrompent una ratxa positiva que havia durat setze curses. Va reprendre la ratxa a l'Aragó, on va quedar tercer. Aquesta posició va contribuir a donar a Yamaha el títol mundial de constructors, un èxit que li mancava a l'equip japonès des del 2010. Al Japó va quedar segon només per darrere de Pedrosa, mentre que a Phillip Island va acabar quart; en aquesta ocasió, va disputar el seu 328è Gran Premi i va igualar el rècord que tenia Loris Capirossi.
A Malàisia va quedar tercer darrere de Pedrosa i Lorenzo, tot i que després de protagonitzar un agressiu duel amb Márquez al final del qual aquest va caure en un contacte sospitós amb l'italià. Al final de la cursa la direcció va sancionar Rossi, que en conseqüència es va veure obligat, en la darrera cursa a Xest, a sortir des de la darrera posició. Malgrat que encara duia set punts d'avantatge sobre el seu rival més proper pel títol, Jorge Lorenzo, aquest handicap comprometé fortament la possibilitat de Rossi d'endur-se el títol de campió del món. Sortint de darrere, aconseguí recuperar vint-i-dues posicions i creuar la meta en quarta posició, però amb això no n'hi va haver prou per a contrarestar la victòria de Lorenzo, qui es proclamà campió del món per només cinc punts d'avantatge sobre Rossi.

##### Els darrers flaixos (2016-2018)

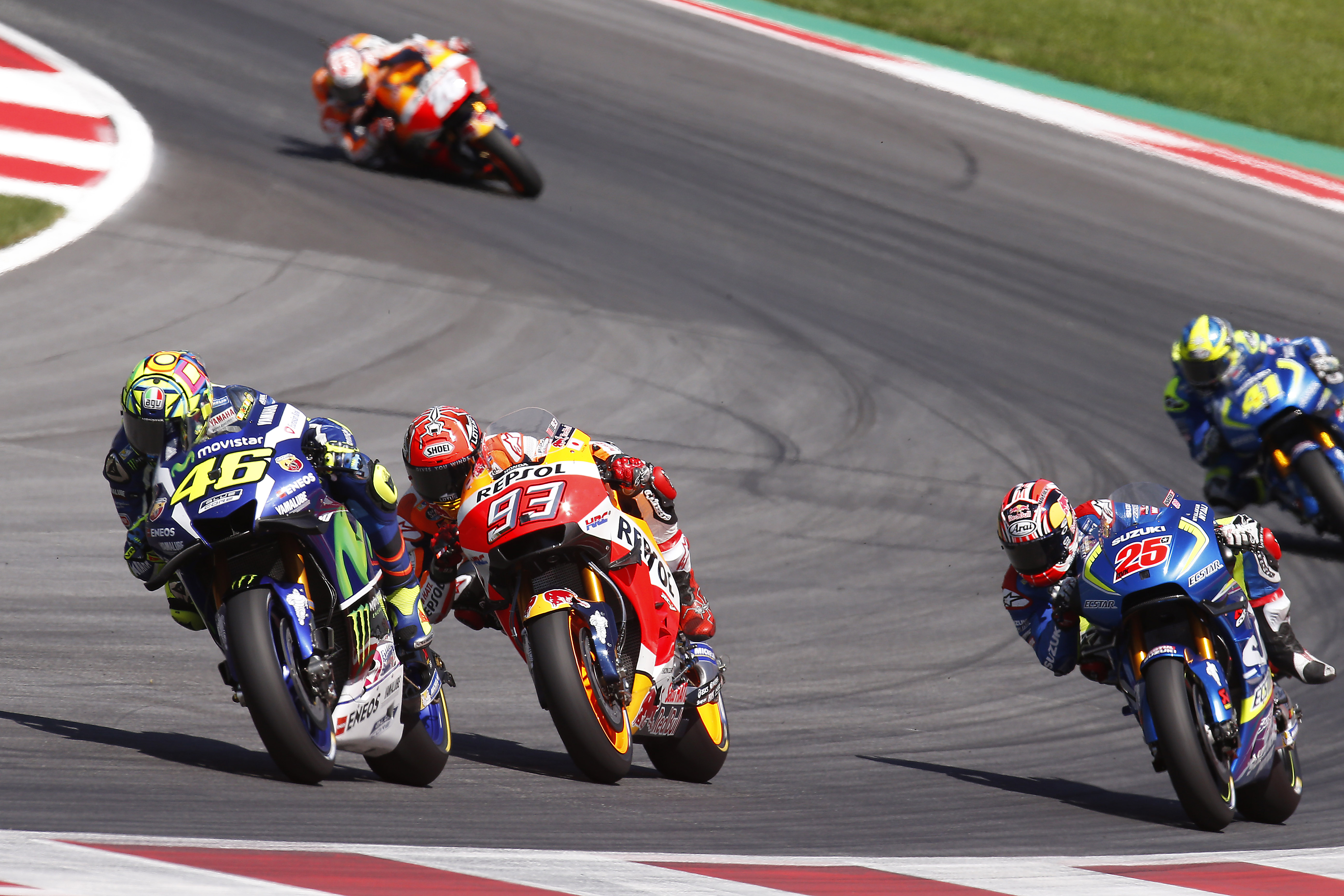
Rossi amb Marc Márquez (93) i Maverick Viñales (25) al Gran Premi d'Àustria del 2016

Al començament del mundial de 2016, Rossi va quedar segon a l'Argentina i va guanyar a Jerez. A França va sortir des de la setena posició i va remuntar fins a la segona posició, marcant la volta ràpida de la cursa. Abans de les vacances d'estiu va guanyar a Catalunya, aconseguint la seva desena victòria personal a Montmeló. A Brno i Misano va quedar segon i a Silverstone i Aragó va ser tercer. A Motegi, tot i aconseguir la seva tercera pole position de la temporada, es va haver de retirar. Després d'algun altre podi, va acabar segon al campionat, darrere de Marc Márquez.
El 2017 va començar amb un tercer lloc a Qatar, després de sortir desè de la graella, i un segon lloc a l'Argentina, on celebrà el seu 350è Gran Premi. També va ser segon a Austin, un resultat que li va permetre tornar temporalment al capdavant del campionat, cosa que no li havia passat des de la ronda de Malàisia dos anys abans. Tanmateix, els fluixos resultats a les tres proves següents van fer que perdés el lideratge. Es va refer a Assen, on tornà a guanyar després d'un any i aconseguí així la seva 115a victòria internacional, gairebé 21 anys després del seu primer èxit: amb 38 anys i 129 dies, esdevingué el guanyador més gran de la història de MotoGP, superant el rècord que tenia Troy Bayliss des de feia onze anys, quan havia guanyat a Xest amb 37 anys i 213 dies; a més, es convertí en l'italià de més edat a guanyar a la classe superior, superant a Nello Pagani, guanyador en 500cc al Gran Premi de les Nacions de 1949 amb 37 anys i 328 dies.
Després de la cursa d'Assen, Rossi només va tornar al podi a Silverstone, on va celebrar la seva cursa 300 a la classe reina acabant-hi tercer. L'últim podi de la temporada va ser a Austràlia, on va acabar segon. Va acabar el campionat en cinquè lloc.
Al campionat del món del 2018, Rossi millorà el resultat a la classificació general, on acabà en tercera posició, però estigué lluny de soscavar la lluita pel títol entre Márquez i Dovizioso.

##### Declivi i retirada (2019-2021)
Rossi començà el campionat del món del 2019 de manera positiva amb dos segons llocs a l'Argentina i Texas, però tot seguit empalmà diversos resultats fluixos i tres retirades consecutives entre Mugello, Montmeló i Assen. En no resoldre els problemes relacionats amb el desenvolupament de la seva moto, la segona part del campionat continuà lluny de les posicions de lideratge, a diferència dels seus joves companys de marca, Fabio Quartararo i Maverick Viñales, que sí que eren capaços de treure el màxim partit de la Yamaha; en aquesta fase, Rossi només destacà per assolir, durant el Gran Premi d'Austràlia, la fita dels 400 Grans Premis correguts al llarg de la seva carrera. Al final del campionat va repetir la pitjor posició de la seva carrera fins a aquell moment a MotoGP, que es remuntava a la temporada del 2011 amb la Ducati: la setena posició final.

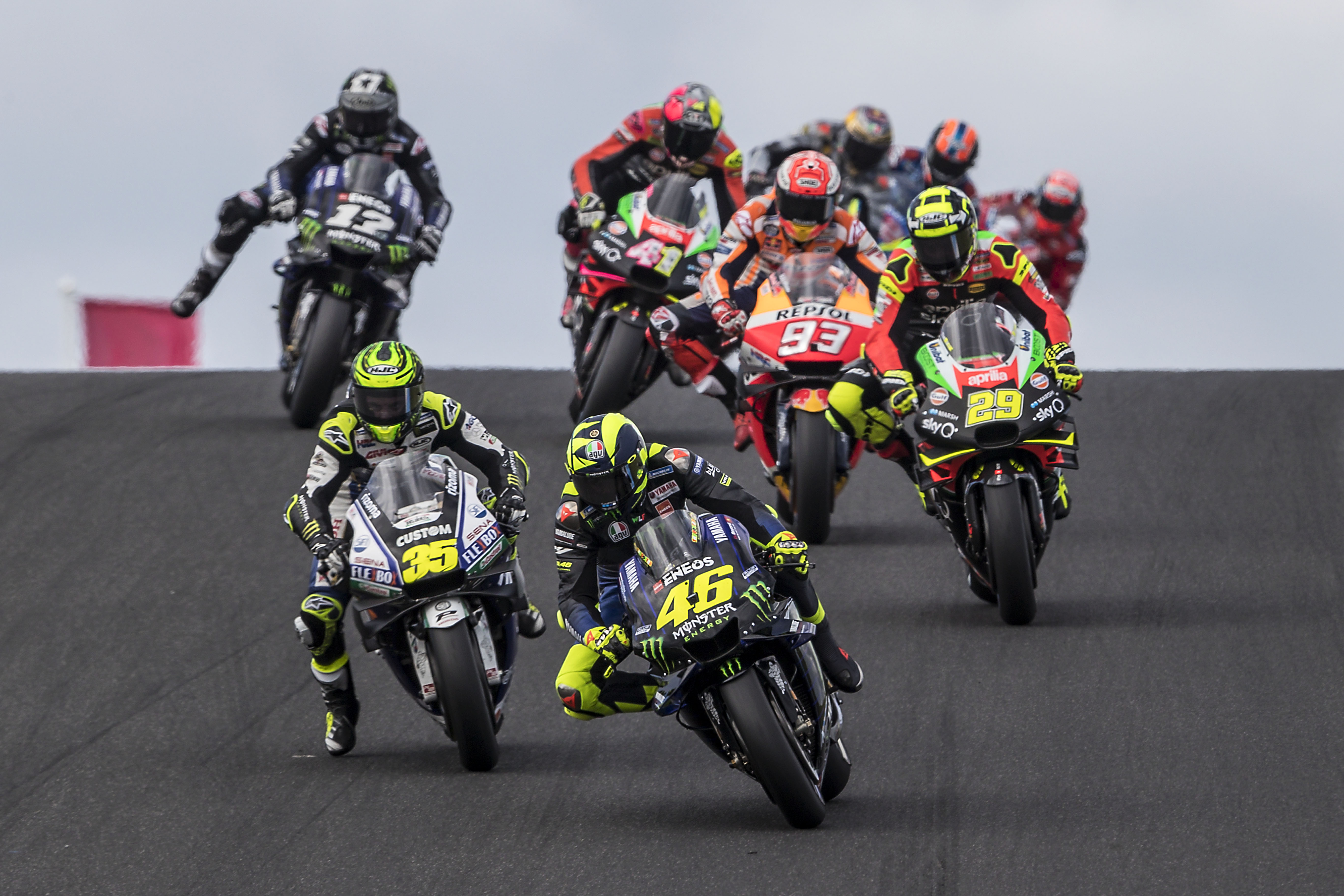
Rossi liderant el grup en començar el Gran Premi d'Austràlia del 2019

Al campionat del món del 2020, celebrat en format d'urgència a causa de la pandèmia de COVID-19, Rossi ja havia perdut el lideratge tècnic dins l'equip de Yamaha a favor dels seus joves companys de marca, Quartararo, Viñales i Franco Morbidelli, aquest darrer, producte de la seva acadèmia. Va començar discretament amb un tercer lloc a Andalusia, però aquest resultat va romandre anecdòtic durant la resta del campionat. Rossi anà cada cop a pitjor, a diferència dels altres pilots de la marca d'Iwata que al final del campionat portaren la YZR-M1 a aconseguir més victòries que totes les motocicletes rivals. Durant la segona part de la temporada, després de la pausa estiuenca, Rossi no va aconseguir entrar mai entre els deu primers i, a més, es va topar amb una ratxa negra de quatre retirades seguides (cosa que no li havia passat mai abans en la seva carrera professional), a més d'absències forçades als Grans Premis de l'Aragó i Terol per haver donat positiu al test de SARS-CoV-2. El 2020 resultà ser un autèntic annus horribilis per a Rossi, que caigué a la classificació general fins a la quinzena posició. Aquell any acabà amb el seu segon, i aquest cop definitiu, comiat de l'equip oficial de Yamaha.
De cara al campionat del món de 2021, Rossi va entrar a l'equip satèl·lit Petronas Yamaha SRT, inicialment coincidint-hi com a company d'equip amb el seu alumne Morbidelli, ascendit després a l'equip oficial durant la temporada, i posteriorment amb el retornat Dovizioso. El canvi d'equip no tingué cap efecte sobre la competitivitat de Rossi que, durant un campionat en què es trobà compartint circuit amb el seu germà Luca Marini, empitjorà encara més el balanç dels darrers anys: la seva millor posició va ser un vuitè lloc a Àustria mentre que, com a punt negatiu, a Emília-Romanya va aconseguir la pitjor classificació de la seva carrera amb un vint-i-tresè i últim lloc. A causa d'aquesta situació, i renunciant a un possible futur dins del seu equip, a l'agost va anunciar la seva retirada de les curses al final de la temporada. Rossi va acabar el seu darrer campionat en la divuitena posició, la pitjor de tota la seva carrera.
Al llarg de 25 anys de carrera, Rossi havia anat més enllà dels límits del campionat del món de motociclisme per a convertir-se en una autèntica icona, entre les més importants de la seva època. El mateix dia de la seva darrera aparició a la pista, a Xest, on per darrera vegada va aconseguir acabar una cursa entre els deu primers, va ser incorporat al Saló de la Fama de MotoGP.

### Rivalitat
Durant els seus llargs anys de carrera motociclista, Rossi va tenir l'oportunitat de competir amb dues generacions de pilots, circumstància que el va portar a enfrontar-se a nombrosos contrincants i a ser protagonista de diverses rivalitats, de vegades simplement a nivell esportiu, d'altres, a nivell personal.

#### Tombant de segle: Capirossi, Biaggi i Gibernau
Durant la primera part de la seva carrera, al tombant del segle xx, Valentino Rossi es va trobar sovint lluitant a la pista amb els seus compatriotes Loris Capirossi i Max Biaggi, formant un trio al capdavant de la disciplina que va ser conegut com «els tres mosqueters» per la premsa italiana. Aquesta rivalitat va culminar la temporada del 2001, quan el trio va monopolitzar els tres primers llocs de la categoria de 500cc (Rossi aconseguí aquell any el seu primer títol a la categoria reina). Mentre que la rivalitat amb Capirossi sempre es mantingué al nivell esportiu i la seva amistat fora dels circuits no se'n ressentí, amb Biaggi -l'altre principal pilot italià de l'època- esclatà immediatament un dualisme acalorat dins i fora de la pista, fins al punt que la premsa especialitzada internacional el va definir com a un "duel d'espaguetis". Tot això va contribuir a mantenir viva la popularitat del campionat del món a l'època.

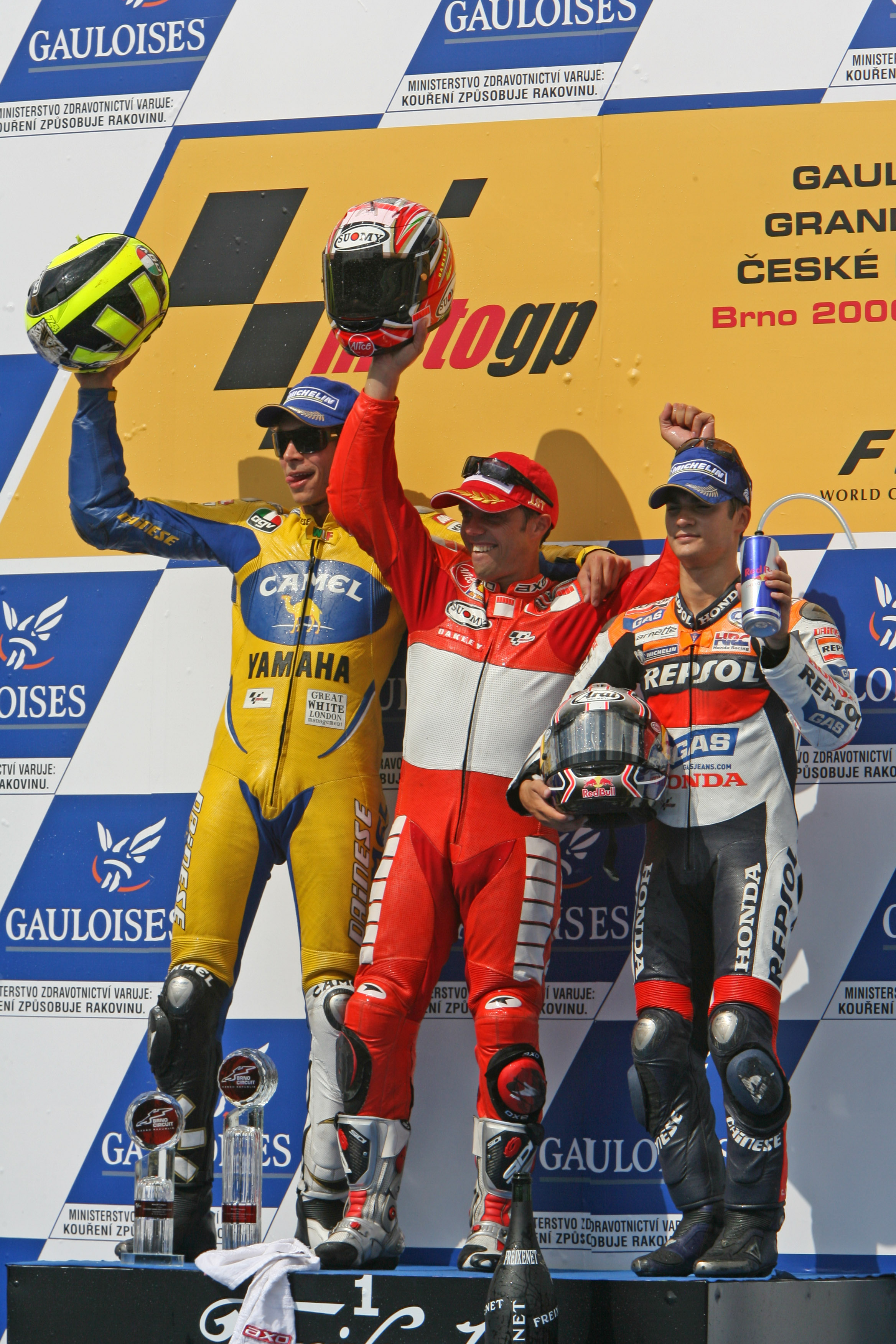
Rossi amb Loris Capirossi i Dani Pedrosa al podi de Brno el 2006

La rivalitat Biaggi-Rossi (la més important de les seves respectives carreres) es va caracteritzar en els primers anys per una gran acritud i forts enfrontaments, tant verbals a través de la premsa com físics durant les curses, amb un comportament força dur per part de tots dos. Un dualisme nascut la vigília de la temporada de 1998, en què l'espurna es remunta a una frase adreçada per Biaggi a Rossi -que acabava d'heretar l'Aprilia 250 del romà: «abans de parlar amb mi, esbandeix-te la boca». En acabar la cursa de 500cc del Gran Premi de Catalunya del 2001, en els moments previs a la cerimònia del podi, tots dos van arribar a les mans (involucrant en la batussa membres dels seus respectius equips i treballadors del circuit). Aquell mateix any, un dels episodis més famosos de la disputa entre Biaggi i Rossi havia tingut lloc al Japó quan, durant la cursa, el romà avançà a Rossi eixamplant ostensiblement el braç de manera incorrecta, provocant que el seu rival s'arrisqués a una caiguda a més de 200 km/h, i unes voltes després Rossi li tornà la jugada a Biaggi en avançar-lo tot fent-li, en directe per televisió, el gest del dit del mig.
A partir d'aquí, tot i que continuaren existint, les desavinences entre ambdós s'esvaïren cada cop més, en una mena de "treva armada", coincidint també amb l'entrada de Biaggi, vuit anys més gran, en el crepuscle de la seva carrera i el seu pas al Campionat del Món de Superbike; després de la retirada del pilot romà, ambdós antics contrincants van deixar enrere les friccions del passat i van protagonitzar una certa distensió.
A començaments del segle XXI va sorgir un fugaç dualisme amb Sete Gibernau, amb qui l'italià va competir pels primers campionats del món de la recentment creada categoria de MotoGP. Una rivalitat nascuda quasi per casualitat, ja que inicialment tots dos semblaven, si no “amics”, almenys bons companys; això va durar fins que el català, amb les seves victòries cada cop més freqüents durant la temporada del 2004, va començar a minar el lideratge de Rossi fins a arribar a la cursa de classificació per al Gran Premi de Qatar, amb tots dos en plena batalla pel títol, quan un «espieta» enviat per Gibernau al director de la cursa va fer que aquest relegués a Rossi a l'última fila de la graella.
El breu enfrontament entre tots dos acabà efectivament a l'últim revolt del Gran Premi d'Espanya de 2005, la primera cursa de la temporada, en la qual Rossi va guanyar gràcies a una polèmica empenta que li va servir per a avançar a Gibernau. Aquest episodi va afectar la moral de Gibernau, qui a partir d'aleshores ja no guanyà cap altra cursa ni aconseguí mantenir-se al capdavant de la classificació.

#### Anys 2000 i 2010: Stoner, Lorenzo i Márquez

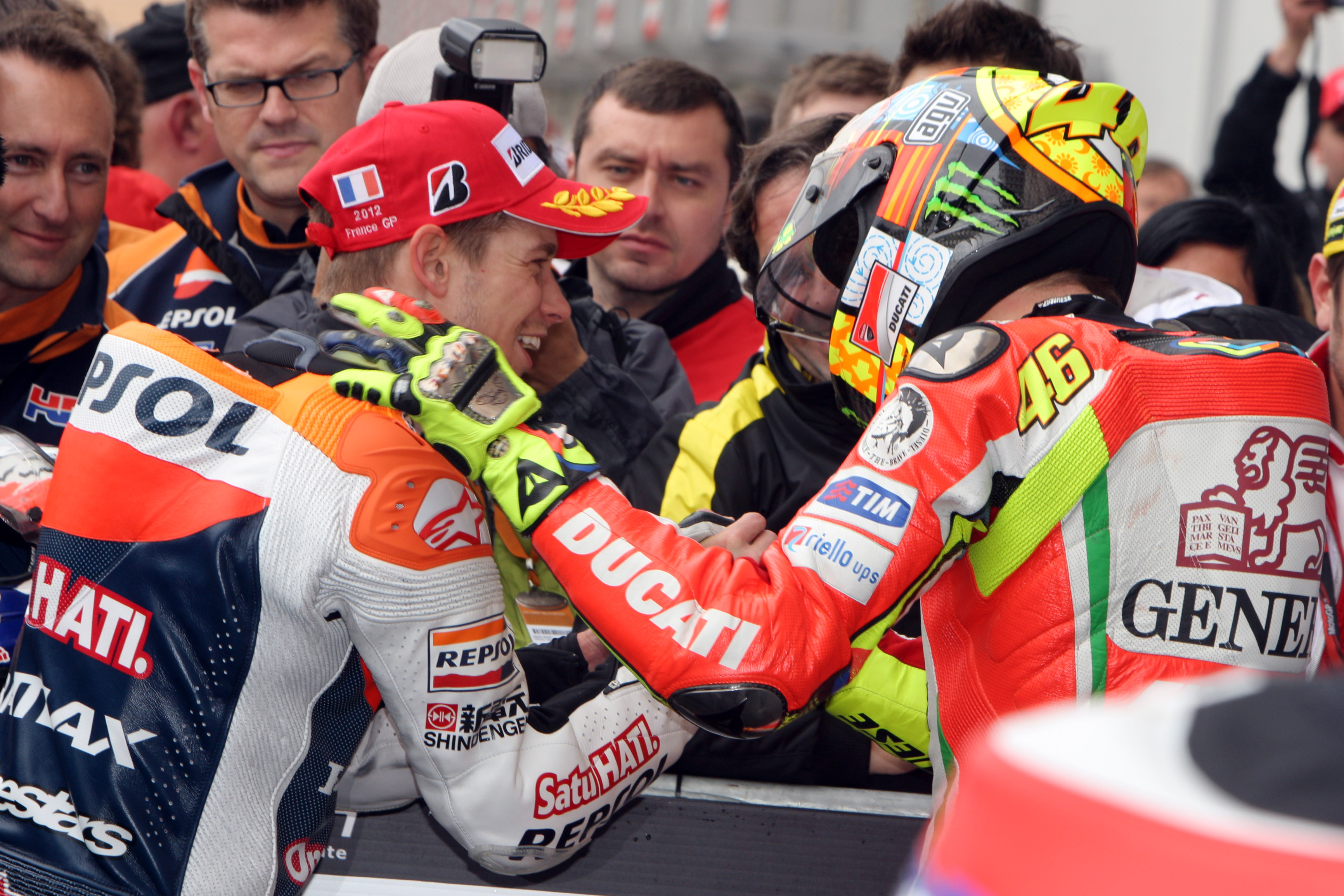
Rossi (dreta) i Casey Stoner intercanvien elogis al final de la cursa de Le Mans el 2012

El conflicte entre Rossi i Casey Stoner a la part central de la dècada va ser més acalorat, arribant a un punt de no retorn durant la cursa de Laguna Seca del 2008, un cop més a causa de l'avançament de l'italià al límit de la normativa en aprofitar la part externa de la pista (un moviment astut que més tard quedaria prohibit pel reglament); a partir d'aquí, Stoner, ja crític en el passat amb la conducta en cursa del seu rival, augmentà el xoc mediàtic amb Rossi i la seva rivalitat continuà més enllà de la retirada de l'australià de les curses el 2012.

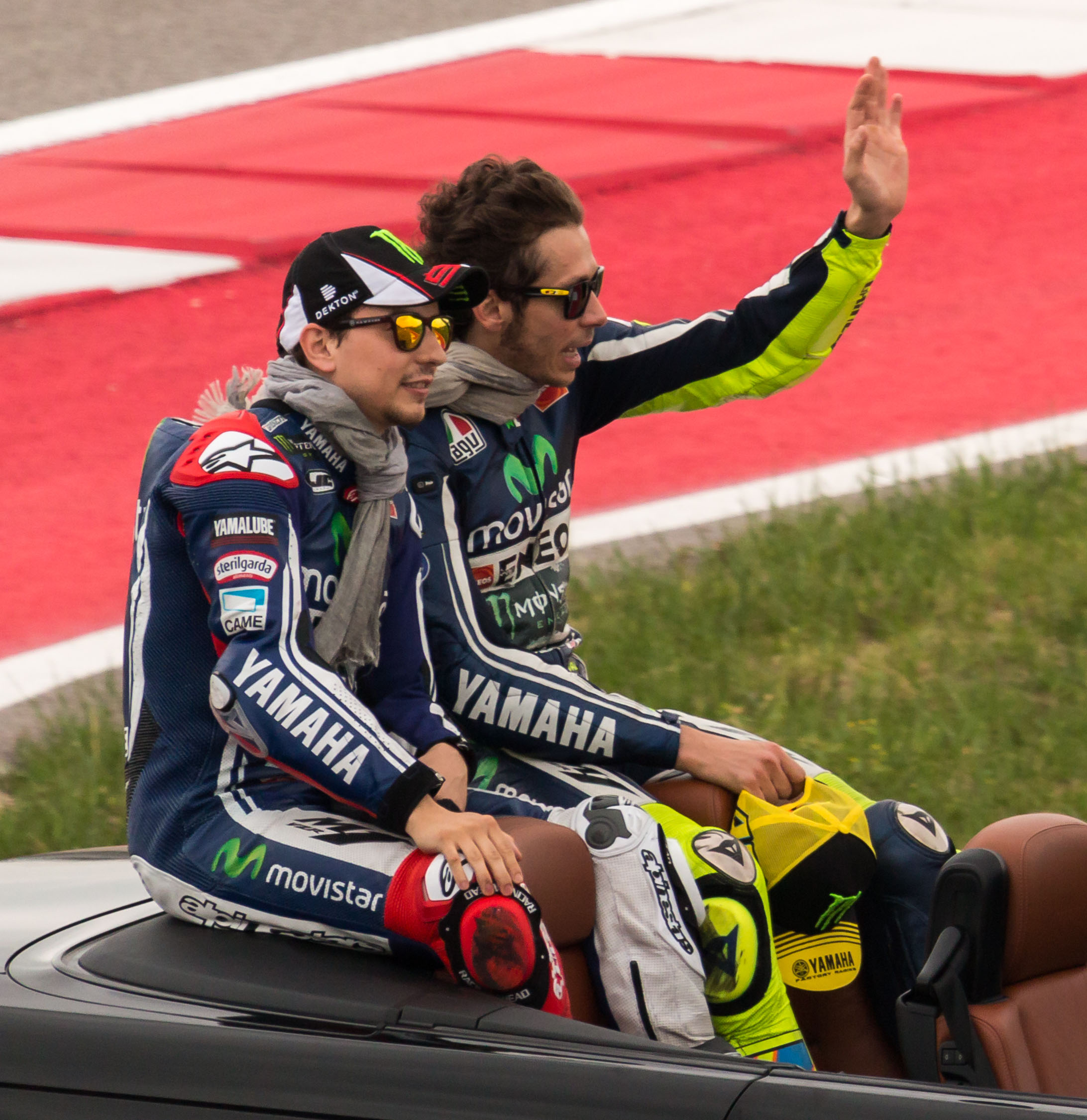
Rossi (dreta) i Jorge Lorenzo, rivals i companys de Yamaha, desfilant a Austin el 2014

Al tombant de la dècada del 2000, per primera vegada, el principal rival de Rossi a la pista era alhora el seu company d'equip: Jorge Lorenzo. En començar la seva convivència a l'equip Yamaha, el 2008, cap dels dos no amagava una intolerància mútua, tant per la competència entre els diferents fabricants de pneumàtics que els equipaven com per trobar-se tots dos lluitant pel títol mundial. Aquesta situació portà els directius d'Iwata a la decisió d'«aixecar un mur de separació al box», com si l'italià i el mallorquí correguessin per dos fabricants diferents. A la pista, el dualisme, en canvi, es mantingué dins d'una correcció substancial. El 2009, a Montmeló, Rossi li va fer al mallorquí un "avançament considerat impossible" a l'últim punt de frenada, amb una entrada al límit, que va romandre en els anals de la disciplina.
En el trienni 2010-2012 aquest dualisme va començar a minvar, primer per la lesió que va patir Rossi i després pel seu canvi a una poc competitiva Ducati. Amb el retorn de l'italià a Yamaha el 2013, les relacions personals entre tots dos van millorar, tot i que no faltaren escaramusses als circuits, especialment al frenètic epíleg de la temporada del 2015.
L'última, i d'alguna manera la més imprevisible, rivalitat que va sorgir va ser la de mitjan dècada del 2010 amb Marc Márquez. El català, catorze anys més jove que Rossi, va tenir l'italià com a ídol durant la seva infantesa. Un cop va aterrar al mundial, el jove Márquez va entaular bona relació amb ell de seguida; al començament, cap dels dos no amagava el seu respecte mutu i sovint Rossi definia Márquez com al seu "hereu" a la pista. Com ja va passar anys enrere amb Gibernau, però, la relació entre tots dos es va espatllar un cop es van trobar en igualtat de condicions, amb un consegüent crescendo d'enfrontaments als circuits i també verbals, cada cop més amargs. Una situació que va degenerar en el Gran Premi de Malàisia del 2015, quan un agressiu cos a cos entre tots dos va provocar la caiguda de Márquez. Considerat culpable per la direcció de la cursa, Rossi va quedar relegat a l'últim lloc de la graella per a la següent i última prova del campionat, a Xest i va veure desaparèixer les seves possibilitats de guanyar un títol mundial que va acabar sent per al seu altre rival, Jorge Lorenzo. Rossi acusà aleshores Márquez de no haver intentat mai avançar a Lorenzo en aquella última cursa per tal d'afavorir deliberadament la consecució del títol per Lorenzo. Un altre desacord entre tots dos es produí en el Gran Premi de l'Argentina de 2018, en què Márquez, amb una maniobra arriscada, va fer caure l'italià.

## Director d'equip
Ja durant l'última part de la seva carrera, Rossi va ampliar el seu ventall d'acció en el motociclisme fent activitats de direcció. Des del 2014 és el fundador i propietari de VR46, un equip de competició creat inicialment en col·laboració amb Sky que es divideix entre un equip oficial al campionat del món -del 2014 al 2020 a Moto3, a partir del 2017 a Moto2 i a partir del 2021 a MotoGP-, i un equip júnior per al Campionat d'Itàlia de Velocitat (i, antigament, al Campionat d'Espanya). En aquesta faceta, Rossi té al seu palmarès la victòria al mundial de Moto2 la temporada del 2018 amb Francesco Bagnaia.
També vinculada a l'equip hi ha la VR46 Riders Academy, un projecte nascut el mateix 2014 amb l'objectiu de formar nous pilots. D'aquesta escola de motociclistes han sorgit diversos pilots que han arribat a les tres classes del campionat del món, entre ells l'esmentat Bagnaia, que el 2022 va tornar a Itàlia el títol de MotoGP després de tretze anys, succeint a Rossi, i Franco Morbidelli, campió del món de Moto2 la temporada del 2017. Entre d'altres, el germà petit de Rossi, Luca Marini, també ha passat per aquesta escola.

## Carrera en l'automobilisme

### Ral·li
Apassionat del motor, Rossi va competir en una prova del campionat del món de ral·lis del 2002 a bord d'un Peugeot 206 WRC, el Ral·li RAC de Gran Bretanya, però no va acabar la cursa a causa d'un accident fora de carretera a la segona especial. En el seu segon intent de participar en una etapa del campionat, el 2006, va quedar onzè al Ral·li de Nova Zelanda a bord d'un Subaru Impreza WRC. El desembre de 2008 va participar en l'última prova del campionat del món, novament el Ral·li RAC, aconseguint acabar la cursa dotzè amb un Ford Focus RS WRC.

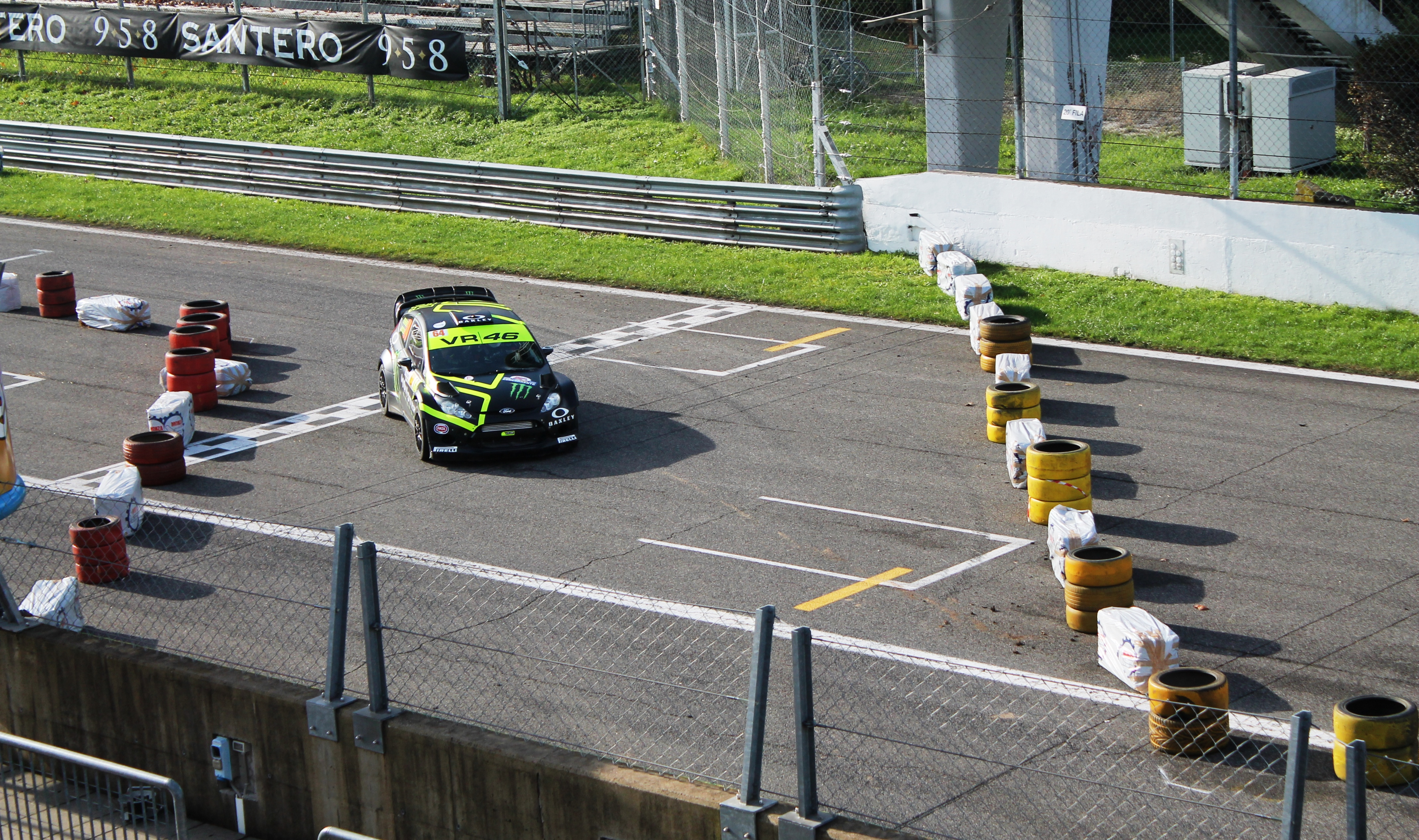
Rossi conduint un Ford Fiesta RS WRC al Monza Rally Show del 2013

Des de la segona meitat de la dècada del 2000, Rossi participa habitualment al Monza Rally Show, del qual va guanyar les edicions del 2006, 2007 (amb un Focus RS WRC), 2012, 2015, 2016, 2017 i 2018 (amb un Ford Fiesta RS WRC), convertint-se en el pilot amb més victòries (set) a la prova; també hi va obtenir quatre segons llocs: el 2008 (tant al ral·li com al Master Show, darrere de Dindo Capello i Piero Longhi respectivament), el 2011 (al Master Show, superat per Sébastien Loeb), el 2013 (darrere de Daniel Sordo) i el 2014 (darrere de Robert Kubica).

### Proves a la Fórmula 1
Entre el 2004 i el 2008 es va parlar del possible pas de Rossi a la Fórmula 1, en particular a les files de la Scuderia Ferrari, amb la qual, en l'esmentat període, va realitzar diverses proves als circuits de Fiorano i Mugello: les progressives millores mostrades per Rossi al volant d'un monoplaça van sorprendre positivament l'aleshores pilot de Ferrari, Michael Schumacher i el mateix Rossi va admetre anys més tard que havia estat molt a prop d'un acord amb la marca del Cavallino per canviar definitivament a l'automobilisme. L'onze de desembre de 2019, en una prova conjunta a Xest, Rossi va provar el Mercedes AMG F1 W08 EQ Power+ 2017 de Lewis Hamilton mentre l'anglès provava al seu torn la Yamaha YZR-M1 de l'italià.

### Gran Turisme i Resistència

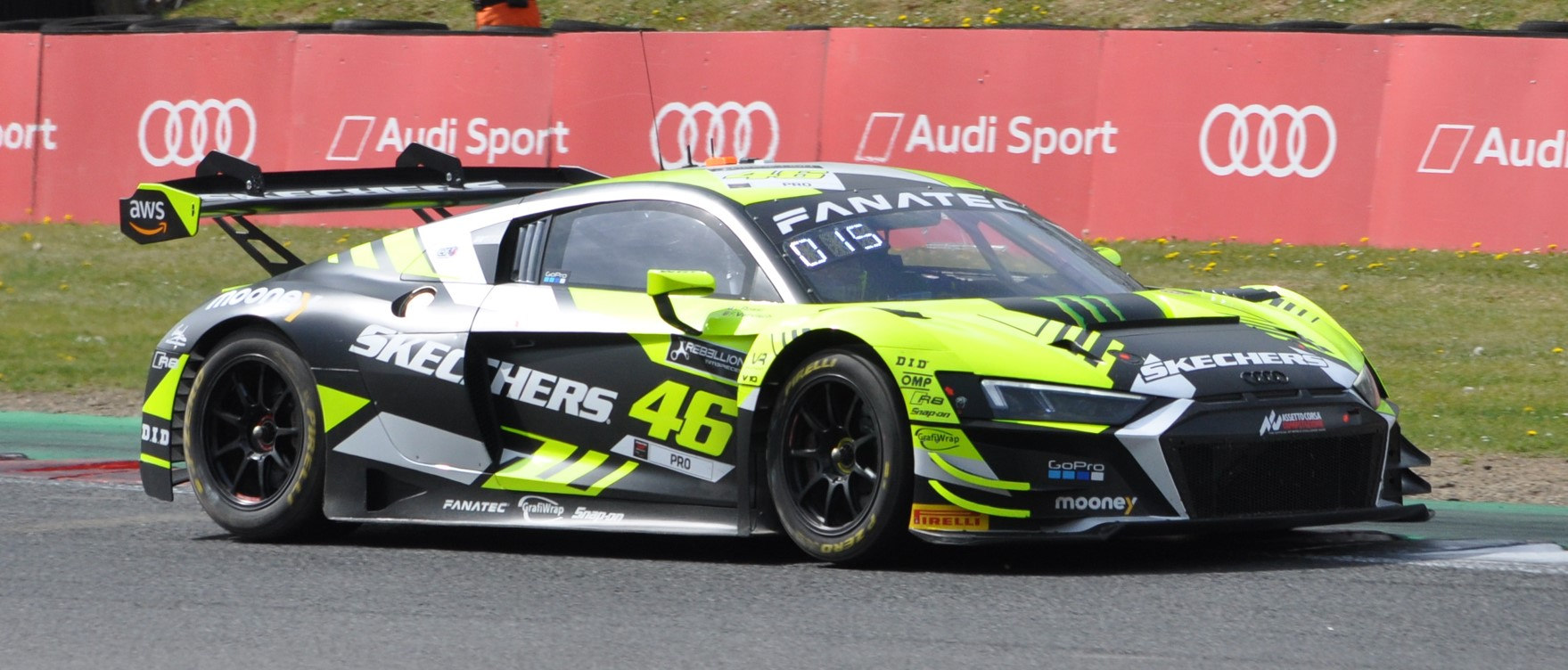
L'Audi R8 LMS amb què va competir al GT World Challenge Europe el 2022

El 14 de desembre de 2019, Rossi va participar, juntament amb el seu germà petit Luca Marini i el seu amic Alessio "Uccio" Salucci com a companys, a la cursa de Resistència de les 12 Hores del Golf, a Bahrein, guanyant en la seva categoria (Pro/Am) i acabant tercer en la general, amb un Ferrari 488 GT3 de l'equip Kessel Racing. El gener de 2021 hi va participar de nou amb l'equip Kessel Racing, amb els mateixos companys i amb el mateix cotxe, quedant tercer en la categoria Pro/Am i quart de la general.
El desembre de 2021, després de retirar-se de MotoGP, Rossi va provar l'Audi R8 LMS del W Racing Team (WRT), un equip amb suport d'Audi Sport i campió del GT World Challenge Europe. El gener de 2022, Rossi va fer oficial que participaria amb WRT al GT World Challenge Europe d'aquell any, tant en la modalitat d'Endurance com la de Sprint, fent equip amb Frédéric Vervisch i Nico Müller. En el seu primer any va aconseguir resultats alterns, acabant dins els punts cinc vegades i amb tres cinquenes posicions com a millor resultat.

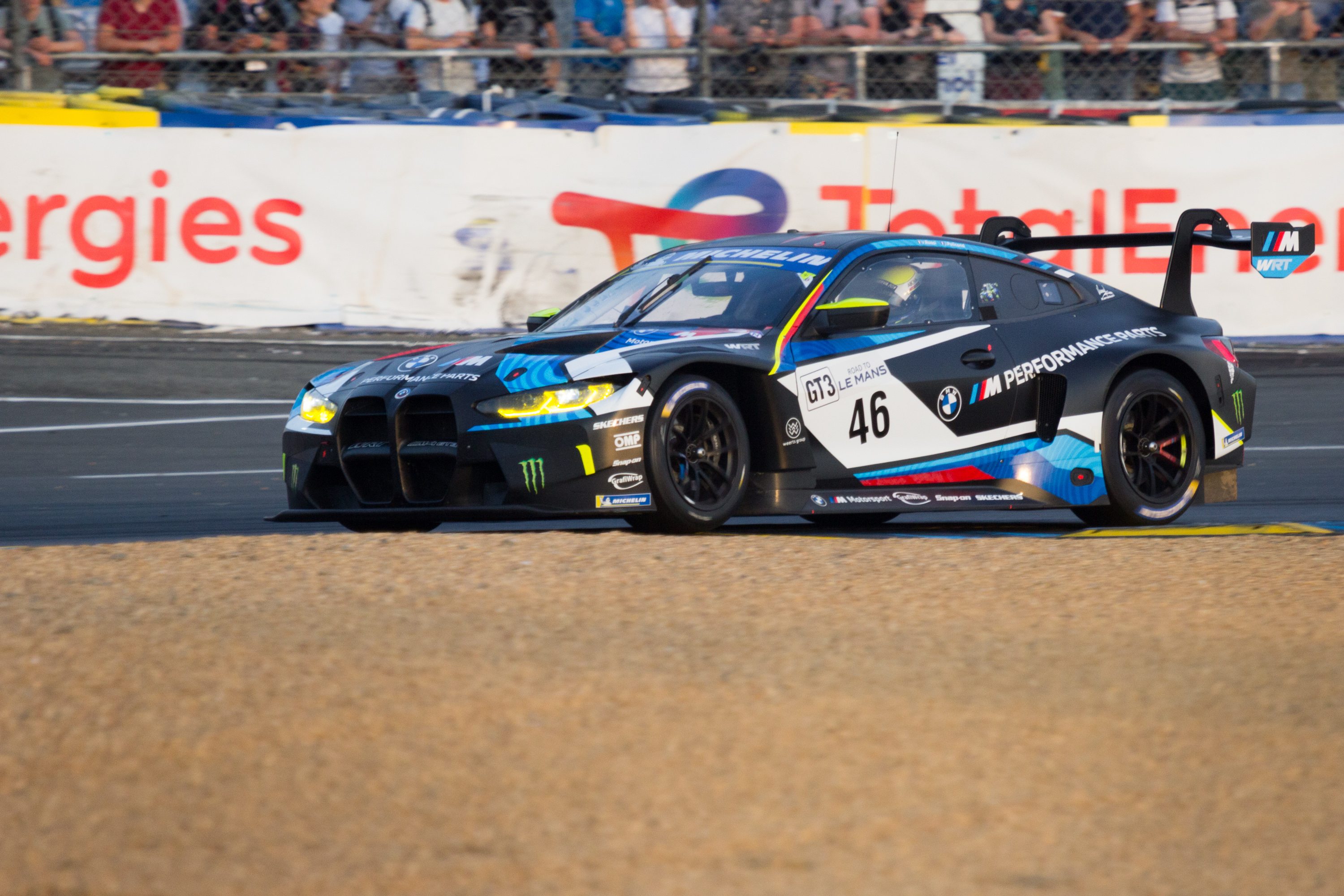
El BMW M4 GT3 amb què Rossi i Jérôme Policand van aconseguir la victòria de classe, la primera de Rossi en GT3, a Le Mans el 2023

Després de córrer amb l'equip WRT, Rossi va passar a conduir un BMW M4 GT3 com a pilot oficial de la marca. Va participar al GT World Challenge Europe de 2023 amb Maxime Martin i Augusto Farfus, aquest últim només per a les curses de resistència. A la segona cursa de Sprint a Brands Hatch, Rossi va aconseguir el primer podi al campionat, acabant segon darrere de l'Audi de l'equip de Drudi-Feller; a la segona cursa de Sprint, a Misano, va obtenir la seva primera victòria i més tard, a la primera cursa de Sprint de Zandvoort aconseguí un altre podi en acabar tercer.
Rossi participà en dues rondes de la Sèrie 24H: les 24 Hores de Dubai amb Sean Gelael, Martin i Max Hesse, i les 12 Hores de Bathurst amb Martin i Farfus. El combinat Rossi-Gelael-Martin-Hesse acabà tercer a Dubai, en el que fou el primer podi de Rossi al campionat, mentre que l'equip Rossi-Martin-Farfus aconseguí el sisè lloc a Bathurst. També el 2023, Rossi va participar en la Copa Le Mans durant la ronda del circuit de Le Mans, de nou conduint el BMW M4 GT3 i ara fent equip amb Jérôme Policand. Allà va obtenir la seva primera victòria en la classe GT3. Aquell mateix any fou sisè a les 24 Hores de Spa. Al final de la temporada va tornar a córrer les 12 Hores del Golf, l'última ronda de l'Intercontinental GT Challenge, juntament amb Dries Vanthoor i Nick Yelloly, acabant segon a la general.

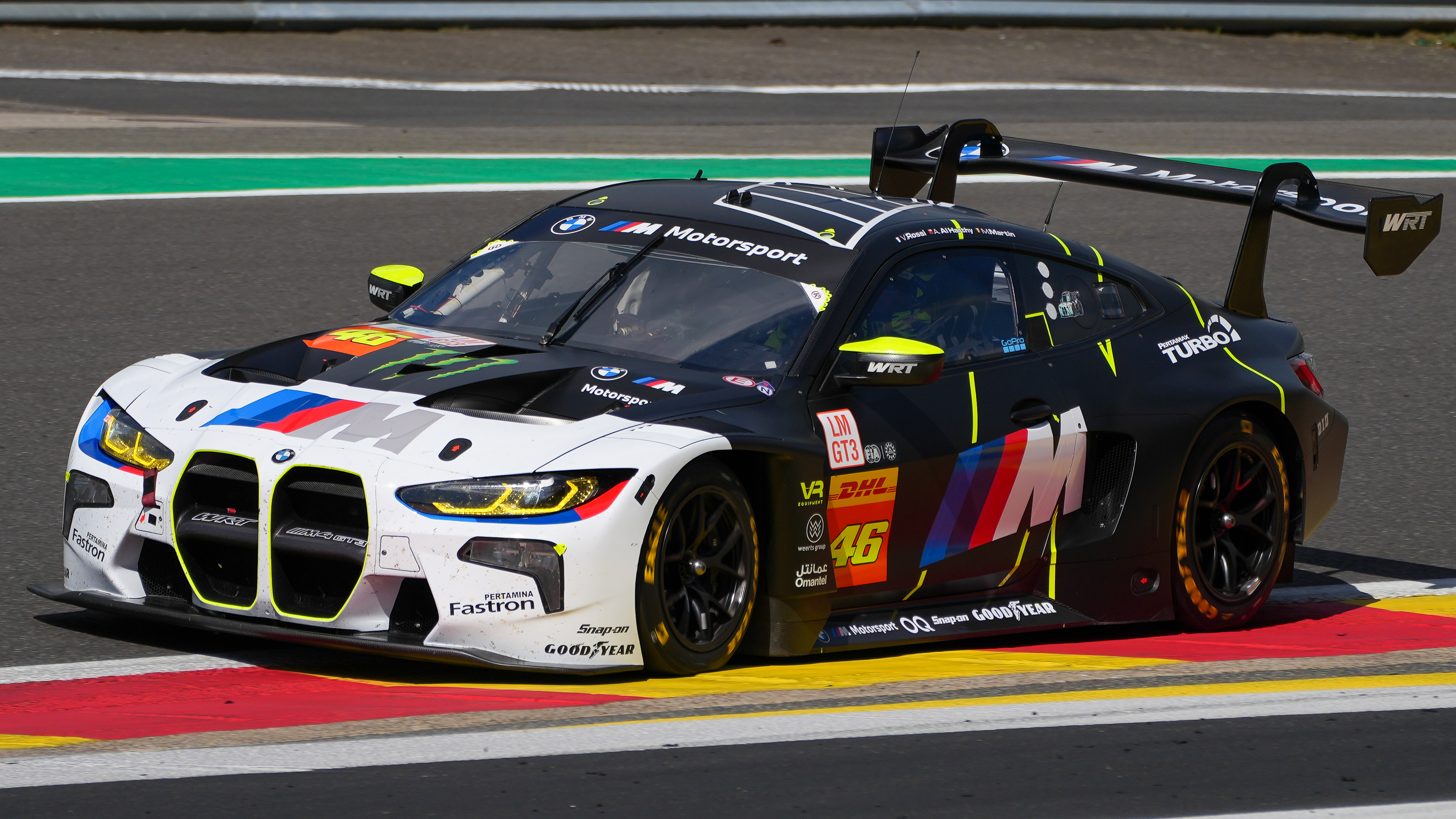
El BMW M4 GT3 amb què va disputar les 6 Hores de Spa-Francorchamps el 2024

L'octubre de 2023, Rossi, de nou amb el Team WRT, va participar en les proves de debutants del campionat mundial de resistència de la FIA, conduint l'Oreca 07 LMP2. L'any següent va participar al GT World Challenge Europe (GTWCE) juntament amb Martin i Marciello i al Campionat Mundial de Resistència (WEC), debutant a la nova classe LMGT3 juntament amb Martin i Ahmad Al Harthy. El febrer de 2024 va participar en les 12 Hores de Bathurst juntament amb Martin i Marciello, acabant-hi cinquè. A la segona cursa del WEC, les 6 Hores d'Imola, Rossi va aconseguir el seu primer podi al campionat, acabant segon darrere de l'altre BMW del Team WRT. A Misano, en el GTWCE, va obtenir la seva segona victòria al campionat en la primera cursa Sprint, mentre que a la segona cursa va quedar-hi tercer.

## Distincions
El 31 de maig de 2005 va rebre un màster honorari en comunicació i publicitat per a organitzacions per la Universitat "Carlo Bo" d'Urbino. A finals del mateix any es va publicar l'autobiografia de Rossi, Pensa se non ci avessi provato. L'autobiografia, escrita amb el periodista Enrico Borghi.
El març de 2010, el ministre italià d'Afers Exteriors i Cooperació Internacional, Franco Frattini, va lliurar a Rossi el primer premi Winning Italy per la seva contribució a millorar la imatge d'Itàlia al món.
El 24 de juny de 2021, Rossi va rebre la ciutadania honorífica d'Assen, la ciutat holandesa on es troba el famós circuit on l'italià va guanyar deu vegades al llarg de la seva carrera.
El 14 de novembre del 2021 va ser nomenat MotoGP Legend.
Rossi va rebre també nombrosos premis, entre ells els següents:
- 6 Gazzetta Sports Awards
  - 5 en la categoria Uomo dell'anno: 2001, 2002, 2003, 2008 i 2009
  - 1 en la categoria Legend: 2015
- 2 Premis Laureus World Sports
  - 1 Laureus Spirit of Sport: 2006
  - 1 Laureus World Comeback of the Year: 2011
- Telegatto: 1 Premio speciale di platino per lo sport: 2008

## Vida personal
Després de la separació dels seus pares, Rossi va tenir un germà petit per part de la seva mare, Luca Marini, que també va ser pilot de motociclisme.
El 4 de març de 2022 va ser pare d'una filla, Giulietta, amb la seva parella Francesca Sofia Novello.
Rossi és fan de l'Inter de Milà.

### Polèmica
L'estiu de 2007, l'oficina de Pesaro de l'Agenzia delle entrate (l'Agència Tributària italiana) va impugnar uns ingressos no declarats de Rossi per un total de 58.950.311 euros, relatius al període 2000-2004; tenint en compte l'IRPEF, l'IRAP i l'IVA, l'evasió fiscal seria igual a 43,7 milions d'euros. L'Agència Tributària també va sol·licitar el pagament de sancions i interessos per un total de 112 milions d'euros. Segons l'agència, durant els cinc anys en qüestió, el pilot havia presentat una declaració IRPEF amb uns ingressos inferiors als reals; el mateix passava amb l'IRAP i l'IVA de l'any 2000, mentre que pel quadrienni 2001-2004 no havia presentat cap declaració sobre aquests dos darrers tributs. Rossi es va defensar afirmant que havia confiat la seva gestió tributària a professionals, que li havien assegurat que havia respectat la llei en haver pagat tots els impostos deguts al Regne Unit, on era resident aleshores; segons les investigacions de les autoritats fiscals italianes, per contra, l'anomenat "centre d'interessos" de Rossi encara es trobava a Itàlia.
El febrer de 2008 el pilot va arribar a un acord amb l'Agència Tributària acordant pagar 19 milions d'euros per al període 2000-2004, i 16 per al període 2005-2006: 30 milions vinculats als guanys del període i 4,8 lligats a la manca de declaració. Per eliminar les causes pendents contra el poder judicial pel delicte d'omissió i declaració parcial, el maig de 2009 Rossi va sol·licitar a la fiscalia de Pesaro una pena de sis mesos de presó: en virtut de la suspensió condicional, el delicte va ser aleshores extingit i, per tant, l'execució de la pena ja no es va produir i la condemna no constarà als antecedents penals.

## En la cultura popular

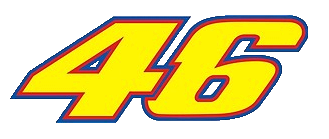
46, el número que sempre ha dut Valentino Rossi al llarg de la seva carrera i que distingeix totes les seves activitats extraesportives

Rossi gaudeix d'una gran popularitat entre els aficionats al motociclisme i els periodistes pel seu caràcter extravertit. Són famoses les seves idees per celebrar les victòries juntament amb membres del club de fans, un grup d'amics històrics que l'acompanyen a les curses del mundial.
El 2002 va rebre amenaces d'un moviment anarquista italo-espanyol, que en aquells dies havia enviat paquets bomba contra importants objectius hispànics a tots dos països, considerant-lo "culpable" d'haver estampat el nom de la petroliera Repsol a la seva moto i granota quan n'havia rodat un anunci a Espanya.

### Multimèdia
Rossi va ser el protagonista de dos còmics: Quarantasei, creat per Milo Manara, i Fast 46, dibuixat per Astrò; l'obra de Manara va inspirar una pel·lícula d'animació del mateix nom, un vídeo especial en format de còmic en què Rossi presta la seva veu al seu alter ego de tinta.
Entre 2010 i 2011, el director Mark Neale va dirigir Fastest, un documental dedicat a MotoGP i centrat especialment en Rossi, amb la veu narradora de l'actor Ewan McGregor. El 2015, el mateix Neale va dirigir Until the Last Break, un altre documental dedicat a la classe reina, narrat i produït per Brad Pitt. La pel·lícula explica la vida, dins i fora de la pista, de sis dels motociclistes més ràpids de tots els temps, entre ells Rossi.
En l'àmbit del videojoc, Valentino Rossi: The Game (2016) és un homenatge als vint anys de carrera del pilot. Anteriorment, al videojoc Grand Theft Auto: San Andreas (2004) hi havia un homenatge a Rossi: la moto NRG-500 duia el número 46 que feia servir el pilot en les curses oficials.

## Resultats al Mundial de motociclisme

### Per temporada
| Temporada | Categoria | Moto                    | Equip                        | Curses | Victòries | Podis | Poles | FLaps | Pts  | Posició | Títols |
| --------- | --------- | ----------------------- | ---------------------------- | ------ | --------- | ----- | ----- | ----- | ---- | ------- | ------ |
| 1996      | 125cc     | Aprilia RS125           | Scuderia AGV Aprilia         | 15     | 1         | 2     | 1     | 2     | 111  | 9è      | –      |
| 1997      | 125cc     | Aprilia RS125           | Nastro Azzurro Aprilia       | 15     | 11        | 13    | 4     | 7     | 321  | 1r      | 1      |
| 1998      | 250cc     | Aprilia RS250           | Nastro Azzurro Aprilia       | 14     | 5         | 9     | 0     | 3     | 201  | 2n      | –      |
| 1999      | 250cc     | Aprilia RS250           | Nastro Azzurro Aprilia       | 16     | 9         | 12    | 5     | 8     | 309  | 1r      | 1      |
| 2000      | 500cc     | Honda NSR500            | Nastro Azzurro Honda         | 16     | 2         | 10    | 0     | 5     | 209  | 2n      | –      |
| 2001      | 500cc     | Honda NSR500            | Nastro Azzurro Honda         | 16     | 11        | 13    | 4     | 10    | 325  | 1r      | 1      |
| 2002      | MotoGP    | Honda RC211V            | Repsol Honda Team            | 16     | 11        | 15    | 7     | 9     | 355  | 1r      | 1      |
| 2003      | MotoGP    | Honda RC211V            | Repsol Honda Team            | 16     | 9         | 16    | 9     | 12    | 357  | 1r      | 1      |
| 2004      | MotoGP    | Yamaha YZR-M1           | Gauloises Fortuna Yamaha     | 16     | 9         | 11    | 5     | 3     | 304  | 1r      | 1      |
| 2005      | MotoGP    | Yamaha YZR-M1           | Gauloises Yamaha Team        | 17     | 11        | 16    | 5     | 6     | 367  | 1r      | 1      |
| 2006      | MotoGP    | Yamaha YZR-M1           | Camel Yamaha Team            | 17     | 5         | 10    | 5     | 4     | 247  | 2n      | –      |
| 2007      | MotoGP    | Yamaha YZR-M1           | Fiat Yamaha Team             | 18     | 4         | 8     | 4     | 3     | 241  | 3r      | –      |
| 2008      | MotoGP    | Yamaha YZR-M1           | Fiat Yamaha Team             | 18     | 9         | 16    | 2     | 5     | 373  | 1r      | 1      |
| 2009      | MotoGP    | Yamaha YZR-M1           | Fiat Yamaha Team             | 17     | 6         | 13    | 7     | 6     | 306  | 1r      | 1      |
| 2010      | MotoGP    | Yamaha YZR-M1           | Fiat Yamaha Team             | 14     | 2         | 10    | 1     | 2     | 233  | 3r      | –      |
| 2011      | MotoGP    | Ducati Desmosedici GP11 | Ducati Team                  | 17     | 0         | 1     | 0     | 1     | 139  | 7è      | –      |
| 2012      | MotoGP    | Ducati Desmosedici GP12 | Ducati Team                  | 18     | 0         | 2     | 0     | 1     | 163  | 6è      | –      |
| 2013      | MotoGP    | Yamaha YZR-M1           | Yamaha Factory Racing        | 18     | 1         | 6     | 0     | 1     | 237  | 4t      | –      |
| 2014      | MotoGP    | Yamaha YZR-M1           | Movistar Yamaha MotoGP       | 18     | 2         | 13    | 1     | 1     | 295  | 2n      | –      |
| 2015      | MotoGP    | Yamaha YZR-M1           | Movistar Yamaha MotoGP       | 18     | 4         | 15    | 1     | 4     | 325  | 2n      | –      |
| 2016      | MotoGP    | Yamaha YZR-M1           | Movistar Yamaha MotoGP       | 18     | 2         | 10    | 3     | 2     | 249  | 2n      | –      |
| 2017      | MotoGP    | Yamaha YZR-M1           | Movistar Yamaha MotoGP       | 17     | 1         | 6     | 0     | 0     | 208  | 5è      | –      |
| 2018      | MotoGP    | Yamaha YZR-M1           | Movistar Yamaha MotoGP       | 18     | 0         | 5     | 1     | 0     | 198  | 3r      | –      |
| 2019      | MotoGP    | Yamaha YZR-M1           | Monster Energy Yamaha MotoGP | 19     | 0         | 2     | 0     | 1     | 174  | 7è      | –      |
| 2020      | MotoGP    | Yamaha YZR-M1           | Monster Energy Yamaha MotoGP | 12     | 0         | 1     | 0     | 0     | 66   | 15è     | –      |
| 2021      | MotoGP    | Yamaha YZR-M1           | Petronas Yamaha SRT          | 18     | 0         | 0     | 0     | 0     | 44   | 18è     | –      |
| Total     | Total     | Total                   | Total                        | 432    | 115       | 235   | 65    | 96    | 6357 |         | 9      |

1. ↑  A causa de la propaganda de tabac, l'equip es va conèixer com a Yamaha Factory Racing al GP dels Estatus Units i al de la Comunitat Valenciana

### Per categoria
| Categoria | Temporada | 1a Cursa        | 1r Podi      | 1a Victòria          | Curses | Victòries | Podis | Poles | FLaps | Pts  | Títols |
| --------- | --------- | --------------- | ------------ | -------------------- | ------ | --------- | ----- | ----- | ----- | ---- | ------ |
| 125cc     | 1996–1997 | 1996 Malàisia   | 1996 Àustria | 1996 República Txeca | 30     | 12        | 15    | 5     | 9     | 432  | 1      |
| 250cc     | 1998–1999 | 1998 Japó       | 1998 Espanya | 1998 Països Baixos   | 30     | 14        | 21    | 5     | 11    | 510  | 1      |
| 500cc     | 2000–2001 | 2000 Sud-àfrica | 2000 Espanya | 2000 Gran Bretanya   | 32     | 13        | 23    | 4     | 15    | 534  | 1      |
| MotoGP    | 2002–2021 | 2002 Japó       | 2002 Japó    | 2002 Japó            | 340    | 76        | 176   | 51    | 61    | 4881 | 6      |
| Total     | 1996–2021 | 1996–2021       | 1996–2021    | 1996–2021            | 432    | 115       | 235   | 65    | 96    | 6357 | 9      |

### Curses per any
Barem de puntuació de 1993 ençà:
| Posició | 1  | 2  | 3  | 4  | 5  | 6  | 7 | 8 | 9 | 10 | 11 | 12 | 13 | 14 | 15 |
| Punts   | 25 | 20 | 16 | 13 | 11 | 10 | 9 | 8 | 7 | 6  | 5  | 4  | 3  | 2  | 1  |

(Ids. Grans Premis | Llegenda) (Curses en negreta indiquen pole; curses en  itàlica indiquen volta ràpida)
| Any  | Categoria | Moto    | 1       | 2       | 3       | 4       | 5       | 6       | 7       | 8       | 9       | 10      | 11      | 12      | 13      | 14      | 15      | 16      | 17     | 18      | 19     | Pos | Pts |
| ---- | --------- | ------- | ------- | ------- | ------- | ------- | ------- | ------- | ------- | ------- | ------- | ------- | ------- | ------- | ------- | ------- | ------- | ------- | ------ | ------- | ------ | --- | --- |
| 1996 | 125cc     | Aprilia | MAL 6   | INA 11  | JPN 11  | ESP 4   | ITA 4   | FRA Ret | NED Ret | GER 5   | GBR Ret | AUT 3   | CZE 1   | IMO 5   | CAT Ret | RIO Ret | AUS 14  |         |        |         |        | 9è  | 111 |
| 1997 | 125cc     | Aprilia | MAL 1   | JPN Ret | ESP 1   | ITA 1   | AUT 2   | FRA 1   | NED 1   | IMO 1   | GER 1   | RIO 1   | GBR 1   | CZE 3   | CAT 1   | INA 1   | AUS 6   |         |        |         |        | 1r  | 321 |
| 1998 | 250cc     | Aprilia | JPN Ret | MAL Ret | ESP 2   | ITA 2   | FRA 2   | MAD Ret | NED 1   | GBR Ret | GER 3   | CZE Ret | IMO 1   | CAT 1   | AUS 1   | ARG 1   |         |         |        |         |        | 2n  | 201 |
| 1999 | 250cc     | Aprilia | MAL 5   | JPN 7   | ESP 1   | FRA Ret | ITA 1   | CAT 1   | NED 2   | GBR 1   | GER 1   | CZE 1   | IMO 2   | VAL 8   | AUS 1   | RSA 1   | RIO 1   | ARG 3   |        |         |        | 1r  | 309 |
| 2000 | 500cc     | Honda   | RSA Ret | MAL Ret | JPN 11  | ESP 3   | FRA 3   | ITA 12  | CAT 3   | NED 6   | GBR 1   | GER 2   | CZE 2   | POR 3   | VAL Ret | RIO 1   | PAC 2   | AUS 3   |        |         |        | 2n  | 209 |
| 2001 | 500cc     | Honda   | JPN 1   | RSA 1   | ESP 1   | FRA 3   | ITA Ret | CAT 1   | NED 2   | GBR 1   | GER 7   | CZE 1   | POR 1   | VAL 11  | PAC 1   | AUS 1   | MAL 1   | RIO 1   |        |         |        | 1r  | 325 |
| 2002 | MotoGP    | Honda   | JPN 1   | RSA 2   | ESP 1   | FRA 1   | ITA 1   | CAT 1   | NED 1   | GBR 1   | GER 1   | CZE Ret | POR 1   | RIO 1   | PAC 2   | MAL 2   | AUS 1   | VAL 2   |        |         |        | 1r  | 355 |
| 2003 | MotoGP    | Honda   | JPN 1   | RSA 2   | ESP 1   | FRA 2   | ITA 1   | CAT 2   | NED 3   | GBR 3   | GER 2   | CZE 1   | POR 1   | RIO 1   | PAC 2   | MAL 1   | AUS 1   | VAL 1   |        |         |        | 1r  | 357 |
| 2004 | MotoGP    | Yamaha  | RSA 1   | ESP 4   | FRA 4   | ITA 1   | CAT 1   | NED 1   | RIO Ret | GER 4   | GBR 1   | CZE 2   | POR 1   | JPN 2   | QAT Ret | MAL 1   | AUS 1   | VAL 1   |        |         |        | 1r  | 304 |
| 2005 | MotoGP    | Yamaha  | ESP 1   | POR 2   | CHN 1   | FRA 1   | ITA 1   | CAT 1   | NED 1   | USA 3   | GBR 1   | GER 1   | CZE 1   | JPN Ret | MAL 2   | QAT 1   | AUS 1   | TUR 2   | VAL 3  |         |        | 1r  | 367 |
| 2006 | MotoGP    | Yamaha  | ESP 14  | QAT 1   | TUR 4   | CHN Ret | FRA Ret | ITA 1   | CAT 1   | NED 8   | GBR 2   | GER 1   | USA Ret | CZE 2   | MAL 1   | AUS 3   | JPN 2   | POR 2   | VAL 13 |         |        | 2n  | 247 |
| 2007 | MotoGP    | Yamaha  | QAT 2   | ESP 1   | TUR 10  | CHN 2   | FRA 6   | ITA 1   | CAT 2   | GBR 4   | NED 1   | GER Ret | USA 4   | CZE 7   | SM Ret  | POR 1   | JPN 13  | AUS 3   | MAL 5  | VAL Ret |        | 3r  | 241 |
| 2008 | MotoGP    | Yamaha  | QAT 5   | ESP 2   | POR 3   | CHN 1   | FRA 1   | ITA 1   | CAT 2   | GBR 2   | NED 11  | GER 2   | USA 1   | CZE 1   | SM 1    | INP 1   | JPN 1   | AUS 2   | MAL 1  | VAL 3   |        | 1r  | 373 |
| 2009 | MotoGP    | Yamaha  | QAT 2   | JPN 2   | ESP 1   | FRA 16  | ITA 3   | CAT 1   | NED 1   | USA 2   | GER 1   | GBR 5   | CZE 1   | INP Ret | SM 1    | POR 4   | AUS 2   | MAL 3   | VAL 2  |         |        | 1r  | 306 |
| 2010 | MotoGP    | Yamaha  | QAT 1   | ESP 3   | FRA 2   | ITA DNS | GBR     | NED     | CAT     | GER 4   | USA 3   | CZE 5   | INP 4   | SM 3    | ARA 6   | JPN 3   | MAL 1   | AUS 3   | POR 2  | VAL 3   |        | 3r  | 233 |
| 2011 | MotoGP    | Ducati  | QAT 7   | ESP 5   | POR 5   | FRA 3   | CAT 5   | GBR 6   | NED 4   | ITA 6   | GER 9   | USA 6   | CZE 6   | INP 10  | SM 7    | ARA 10  | JPN Ret | AUS Ret | MAL C  | VAL Ret |        | 7è  | 139 |
| 2012 | MotoGP    | Ducati  | QAT 10  | ESP 9   | POR 7   | FRA 2   | CAT 7   | GBR 9   | NED 13  | GER 6   | ITA 5   | USA Ret | INP 7   | CZE 7   | SM 2    | ARA 8   | JPN 7   | MAL 5   | AUS 7  | VAL 10  |        | 6è  | 163 |
| 2013 | MotoGP    | Yamaha  | QAT 2   | AME 6   | ESP 4   | FRA 12  | ITA Ret | CAT 4   | NED 1   | GER 3   | USA 3   | INP 4   | CZE 4   | GBR 4   | SM 4    | ARA 3   | MAL 4   | AUS 3   | JPN 6  | VAL 4   |        | 4t  | 237 |
| 2014 | MotoGP    | Yamaha  | QAT 2   | AME 8   | ARG 4   | ESP 2   | FRA 2   | ITA 3   | CAT 2   | NED 5   | GER 4   | INP 3   | CZE 3   | GBR 3   | SM 1    | ARA Ret | JPN 3   | AUS 1   | MAL 2  | VAL 2   |        | 2n  | 295 |
| 2015 | MotoGP    | Yamaha  | QAT 1   | AME 3   | ARG 1   | ESP 3   | FRA 2   | ITA 3   | CAT 2   | NED 1   | GER 3   | INP 3   | CZE 3   | GBR 1   | SM 5    | ARA 3   | JPN 2   | AUS 4   | MAL 3  | VAL 4   |        | 2n  | 325 |
| 2016 | MotoGP    | Yamaha  | QAT 4   | ARG 2   | AME Ret | ESP 1   | FRA 2   | ITA Ret | CAT 1   | NED Ret | GER 8   | AUT 4   | CZE 2   | GBR 3   | SM 2    | ARA 3   | JPN Ret | AUS 2   | MAL 2  | VAL 4   |        | 2n  | 249 |
| 2017 | MotoGP    | Yamaha  | QAT 3   | ARG 2   | AME 2   | ESP 10  | FRA Ret | ITA 4   | CAT 8   | NED 1   | GER 5   | CZE 4   | AUT 7   | GBR 3   | SM      | ARA 5   | JPN Ret | AUS 2   | MAL 7  | VAL 5   |        | 5è  | 208 |
| 2018 | MotoGP    | Yamaha  | QAT 3   | ARG 19  | AME 4   | ESP 5   | FRA 3   | ITA 3   | CAT 3   | NED 5   | GER 2   | CZE 4   | AUT 6   | GBR C   | SM 7    | ARA 8   | THA 4   | JPN 4   | AUS 6  | MAL 18  | VAL 13 | 3r  | 198 |
| 2019 | MotoGP    | Yamaha  | QAT 5   | ARG 2   | AME 2   | ESP 6   | FRA 5   | ITA Ret | CAT Ret | NED Ret | GER 8   | CZE 6   | AUT 4   | GBR 4   | SM 4    | ARA 8   | THA 8   | JPN Ret | AUS 8  | MAL 4   | VAL 8  | 7è  | 174 |
| 2020 | MotoGP    | Yamaha  | ESP Ret | ANC 3   | CZE 5   | AUT 5   | STY 9   | SM 4    | EMI Ret | CAT Ret | FRA Ret | ARA     | TER     | EUR Ret | VAL 12  | POR 12  |         |         |        |         |        | 15è | 66  |
| 2021 | MotoGP    | Yamaha  | QAT 12  | DOH 16  | POR Ret | ESP 17  | FRA 11  | ITA 10  | CAT Ret | GER 14  | NED Ret | STY 13  | AUT 8   | GBR 18  | ARA 19  | SM 17   | AME 15  | EMI 10  | ALR 13 | VAL 10  |        | 18è | 44  |

### Publicacions
- Enrico Borghi (Ed.). Pensa se non ci avessi provato. L'autobiografia (en italià).  Milà: Mondadori, 2005. ISBN 88-04-54738-3.
- Falsaperla, Filippo. Valentino Rossi Show (en italià). 2003: titolo e addio Honda.  Milà: La Gazzetta dello Sport, 2005.
- Milo Manara (Ed.). B46K (en italià).  Verona: Leopoldo Bloom, 2006. ISBN 88-89350-01-6.
- Quarantasei (en italià). disseny i escenografia: Milo Manara; argument: Milo Manara, Valentino Rossi, Gigi Badioli; introducció: Vincenzo Mollica.  Mòdena: Panini Comics, 2007.

Prefacis
- Lupi, Michele. Racers. Storie di uomini con la velocità nel cuore (en italià).  Milà: Feltrinelli Traveller, 2003. ISBN 88-7108-186-2.
- Giù da gara. 10 anni di MotoGP (en italià).  Milà: RTI Gruppo Mediaset, 2011. ISBN 978-88-97453-29-1.
- Umberto Zapelloni (Ed.). Vale! Il mito di Valentino Rossi nelle pagine de La Gazzetta dello Sport (en italià).  Milà: Rizzoli, 2015. ISBN 978-88-17-08534-2.

Epílegs
- Borghi, Enrico. Il capolavoro (en italià).  Milà: Preziosi Books, 2011. ISBN 978-88-6468-647-9.

### Filmografia
- Faster, dirigida per Mark Neale (2003)
- Fastest - Il più veloce (Fastest), dirigida per Mark Neale (2011)
- Febbre gialla (Yellow Fever), dirigida per Gianni del Corral (2011)
- Fino all'ultima staccata (Hitting the Apex), dirigida per Mark Neale (2015)